# Liste der Kulturdenkmale in Briesnitz (Dresden)
Die Liste der Kulturdenkmale in Briesnitz umfasst sämtliche Kulturdenkmale der Dresdner Gemarkung Briesnitz. Komplett in der Gemarkung liegt das Denkmalschutzgebiet Siedlung Briesnitz (in Kraft gesetzt am 21. Januar 2000).

## Legende
- Bild: Bild des Kulturdenkmals, ggf. zusätzlich mit einem Link zu weiteren Fotos des Kulturdenkmals im Medienarchiv Wikimedia Commons. Wenn man auf das Kamerasymbol klickt, können Fotos zu Kulturdenkmalen aus dieser Liste hochgeladen werden:
- Bezeichnung: Denkmalgeschützte Objekte und ggf. Bauwerksname des Kulturdenkmals
- Lage: Straßenname und Hausnummer oder Flurstücknummer des Kulturdenkmals. Die Grundsortierung der Liste erfolgt nach dieser Adresse. Der Link (Karte) führt zu verschiedenen Kartendiensten mit der Position des Kulturdenkmals. Fehlt dieser Link, wurden die Koordinaten noch nicht eingetragen. Sind diese bekannt, können sie über ein Tool mit einer Kartenansicht einfach nachgetragen werden. In dieser Kartenansicht sind Kulturdenkmale ohne Koordinaten mit einem roten bzw. orangen Marker dargestellt und können durch Verschieben auf die richtige Position in der Karte mit Koordinaten versehen werden. Kulturdenkmale ohne Bild sind an einem blauen bzw. roten Marker erkennbar.
- Datierung: Baubeginn, Fertigstellung, Datum der Erstnennung oder grobe zeitliche Einordnung entsprechend des Eintrags in der sächsischen Denkmaldatenbank
- Beschreibung: Kurzcharakteristik des Kulturdenkmals entsprechend des Eintrags in der sächsischen Denkmaldatenbank, ggf. ergänzt durch die dort nur selten veröffentlichten Erfassungstexte oder zusätzliche Informationen
- ID: Vom Landesamt für Denkmalpflege Sachsen vergebene, das Kulturdenkmal eindeutig identifizierende Objekt-Nummer. Der Link führt zum PDF-Denkmaldokument des Landesamtes für Denkmalpflege Sachsen. Bei ehemaligen Kulturdenkmalen können die Objektnummern unbekannt sein und deshalb fehlen bzw. die Links von aus der Datenbank entfernten Objektnummern ins Leere führen. Ein ggf. vorhandenes Icon  führt zu den Angaben des Kulturdenkmals bei Wikidata.

## Liste der Kulturdenkmale in Briesnitz
| Bild                                    | Bezeichnung | Lage                                            | Datierung | Beschreibung | ID       |
| --------------------------------------- | --- | ----------------------------------------------- | --- | --- | -------- |
| Direkt Bild zu diesem Denkmal hochladen | Denkmalschutzgebiet Eigenheimsiedlung Briesnitz-Dresden | (Karte)                                         | | Siedlung umfasst auch den anschließenden Geschosswohnungsbaus bis zur Straße Am Lehmberg, eines der frühesten Beispiele der Umsetzung der Gartenstadtidee, aus geschichtlichen, künstlerischen, städtebaulichen und landschaftsgestalterischen Gründen besteht ein besonderes öffentliches Erhaltungsinteresse | 09305957 |
| Weitere Bilder                          | Gasthof Briesnitz: Gasthof (ehem.) mit Ballsaal | Altbriesnitz 2a (Karte)                         | 1892 (Gasthof) | Putzbau mit historisierenden schlichten Fassaden über unregelmäßigem Grundriss, verschiedene Nutzungen als Vergnügungslokal mit Ballsaal, Kino, Schule und aktuell Konzertsaal, baugeschichtlich und ortsgeschichtlich von Bedeutung Der Gasthof Briesnitz wurde im Jahr 1892 für den Gastwirt A. Birnbaum nach Entwürfen von Gustav Pietzsch durch den Baumeister Heinrich Kühne errichtet. Im Jahr 1896 erweiterte man den dreigeschossigen Gasthof um ein zweigeschossiges Eckgebäude mit Laden an der Meißner Landstraße. Der Saal des ehemaligen Gasthauses wurde nach langjähriger Nutzung für Bälle und Tanzvergnügen als Kino „Film-Eck Briesnitz“ geführt (bis in die 1980er Jahre), heute als Konzertsaal und Diskothek „Beatpol“ (früher „Star-Club“) betrieben. Lt. Bauakte wurde das Gebäude zwischenzeitlich teilweise auch als Schule genutzt (ca. 1957–1982). Das sich über unregelmäßigem Grundriss erhebende Gebäude ist putzsichtig (Putzgliederungen nicht erhalten) und mit Walmdächern überdacht. Die Fassade ist heute schlicht, schmales Gurtband über dem Erdgeschoss und umrahmte Fenster, zum Großteil mit rundbogigem Sturz. Den über Eck liegenden Eingang des Anbaus an der Alten Meißner Straße bekrönte früher ein hoher, städtebaulich prägnanter Dachreiter. Der ehemalige Gasthof Briesnitz mit seinem Ballsaal ist baugeschichtlich und für den bis 1921 noch eigenständigen Ort Briesnitz ortsgeschichtlich von Bedeutung. | 09210879 |
| Weitere Bilder                          | Bennogut: Torhaus, zwei seitliche Flügelanbauten (Nr. 4) und freistehendes einstiges Wohnstallhaus (Nr. 4d) eines ehemaligen Vierseithofes | Altbriesnitz 4; 4d (Karte)                      | 1769 (Bauernhof) | stattliche Anlage, die beiden Flügel zu großen Teilen rekonstruiert, bemerkenswertes und historisch bedeutsames Bauerngut von hohem malerischen Reiz, teilweise Fachwerk im Obergeschoss, weithin sichtbar das Torhaus mit Schweifhaube, repräsentativstes ländliches Anwesen von Briesnitz, baugeschichtlich und ortsgeschichtlich bedeutend sowie singulär Das aus zwei Anlagen hervorgegangene, ehemals bischöfliche Vorwerk in Altbriesnitz wurde nach einem Brand 1769 von dem sächsischen Landweinmeister Heinrich Roos zu einer stattlichen Vierflügelanlage umgebaut. Erhalten ist auf dem bemerkenswerten, mit hohem malerischem Reiz ausgestattetem Gut das dreigeschossige Torhaus mit vierseitig geschweiftem Dach und Gaube sowie die angrenzenden, zweigeschossigen, zu großen Teilen rekonstruierten Flügel (Nummer 4), teilweise mit Fachwerk im Obergeschoss. Südlicher Flügel dem Grundstücksverlauf folgend abgeknickt. Der Zugang zur Hofanlage erfolgt durch das dreigeschossige Torhaus, dessen Dachreiter eine Wetterfahne mit Datierung 1995 trägt (Datum steht vermutlich für die Sanierung nach 1991). Heute befindet sich das Gut in Privatbesitz und wird zu Wohnzwecken umgebaut. Das zweigeschossige einstige Wohnstallhaus (Nummer 4d) steht rechtwinklig zum nördlichen Flügelbau und ist zu diesem mit einem eingeschossigen Anbau versehen. Das Wohnhaus ist verputzt und besitzt ein Satteldach. Die 1827 datierte Scheune ist nicht mehr erhalten. Das historisch bedeutsame „Bennogut“, benannt nach dem Meißner Bischof Benno, ist als repräsentativstes ländliches Anwesen von Briesnitz bau- und ortsgeschichtlich bedeutend sowie singulär. | 09210874 |
|                                         | Wohnstallhaus und späterer Anbau eines ehemaligen Bauernhofes | Altbriesnitz 5 (Karte)                          | um 1800 (Wohnstallhaus) | Hakenhof mit Gebäuden mit Satteldächern, das Wohnstallhaus mit Fachwerk im Obergeschoss und massivem Erdgeschoss, als Zeugnis der historischen Dorfstruktur von Briesnitz baugeschichtlich und ortsgeschichtlich von Bedeutung Auf dem Zweiseithof Altbriesnitz 5 befinden sich ein Wohnstallhaus und ein quer liegender Anbau. Das zweigeschossige Hauptgebäude aus massiv untersetztem Fachwerk steht giebelseitig zur Straße. Der Giebel ist bis auf das leicht hervorkragende Erdgeschoss verkleidet. Die Fenster im Erdgeschoss mit Sandstein umrahmt. Das rückwärtige, massiv erbaute Quergebäude hat höhere Geschosse, wobei der Dachfirst mit dem des Hauptgebäudes übereinstimmt. Beide Gebäude mit Satteldächern, das Wohnhaus mit ausgebautem Dach. Der ehemalige Bauernhof ist als Zeugnis der historischen Dorfstruktur von Briesnitz bau- und ortsgeschichtlich von Bedeutung. | 09210873 |
|                                         | Wohnhaus mit Tor und Einfriedung | Altbriesnitz 9 (Karte)                          | 1. Hälfte 19. Jh. (Wohnhaus) | stattliches ländliches Wohnhaus mit Putzfassade und Natursteinelementen, ausgebautes Satteldach, als Zeugnis ländlicher Architektur und Bauweise und Teil des historischen Dorfkerns von Briesnitz baugeschichtlich und ortsgeschichtlich bedeutend Das stattliche ländliche Wohnhaus, vermutlich aus der 1. Hälfte des 19. Jahrhunderts stammend, ist heute nur noch von Resten der historischen Einfriedung umschlossen (massive Mauer, Toranlage). Das langgestreckte, zweigeschossige Gebäude besitzt ein Satteldach, späterer Dachausbau durch breite Gauben auf beiden Dachflächen. Die Fassade ist verputzt, Fenster- und Türöffnungen mit Sandstein umrahmt, im straßenseitigen Giebel das regionaltypische Zwillingsfenster. Auffallend sind weiterhin die mächtigen, profilierten Deckenbalken, die an der Traufe auskragend mit darauf lastender Dachkonstruktion einen kleinen Dachüberstand bilden. Das Wohnhaus Altbriesnitz 9 ist als Zeugnis ländlicher Architektur und Bauweise und Teil des historischen Dorfkerns von Briesnitz bau- und ortsgeschichtlich bedeutend. | 09218555 |
|                                         | Wohnhaus und Stallgebäude eines Bauernhofes | Altbriesnitz 10 (Karte)                         | 19. Jh. (Bauernhaus) | Wohnhaus mit Putzfassade, Natursteingewänden und Satteldach, Stallgebäude mit Fachwerk, als Zeugnis ländlicher Architektur und Bauweise und Teil des historischen Dorfkerns von Briesnitz baugeschichtlich und ortsgeschichtlich bedeutend Der aus dem 19. Jahrhundert stammende Bauernhof Altbriesnitz 10 besteht heute aus Wohnhaus und früherem Stallgebäude. Das zweigeschossige Wohnhaus ist verputzt, die Fensteröffnungen mit Naturstein umrahmt, teilweise darüber schlichte Verdachungen. Runde verzierte Lüftersteine sitzen umlaufend etwa auf Höhe der, durch ein steigendes karniesartiges Bauteil betonten, Traufe. An beiden Giebeln das regionaltypische Rundbogenfenster (hier als Drillingsfenster, mittlere Fensteröffnung verschlossen). Auf dem Satteldach beidseitig eine Satteldachgaube. Rechtwinklig zum Wohnhaus steht das kleinere Stallgebäude mit Satteldach als zweigeschossiger Bau von drei Achsen. Im Erdgeschoss Einfahrten, im Obergeschoss (Fachwerk) kleine Fensteröffnungen. Der ehemalige Bauernhof Altbriesnitz 10 ist als Zeugnis ländlicher Architektur und Bauweise und Teil des historischen Dorfkerns von Briesnitz bau- und ortsgeschichtlich bedeutend. | 09210870 |
|                                         | Wohnhaus mit Portal und Inschrifttafel | Altbriesnitz 11 (Karte)                         | bezeichnet 1855 (Wohnhaus) | schlichter zweigeschossiger Putzbau mit Satteldach, bemerkenswertes Hauseingangsportal mit Inschrifttafel, als Teil des historischen Briesnitzer Dorfkerns baugeschichtlich und ortsgeschichtlich von Bedeutung Das zweigeschossige, schlichte Wohnhaus Altbriesnitz 11 liegt seitlich vor dem Tor des Briesnitzer Pfarrhofes und besitzt ein bemerkenswertes Hauseingangsportal mit Inschrifttafel, darauf unter anderem „Erbauet von C. G. Fleischer im Jahr 1855“ (das vorherige Wohnhaus durch Brand zerstört). Der Satteldachbau steht über rechteckigem Grundriss und besitzt aufgrund seiner Hanglage am Pfarrberg ein nach Norden freiliegendes Untergeschoss. Die Fassaden nur mit schlichten Fensterumrahmungen, im Giebel Rundbogenfenster. Auf dem Satteldach Einzel- und Doppelgauben mit Satteldächern. Das Wohnhaus ist als Teil des historischen Briesnitzer Dorfkerns bau- und ortsgeschichtlich von Bedeutung. | 09210872 |
|                                         | Mietshaus in offener Bebauung | Alte Meißner Landstraße 23 (Karte)              | bezeichnet 1896 (Mietshaus) | detailreiche historisierende Klinker-Werkstein-Fassade, ausgebautes Mansarddach mit Zwerchgiebel, exemplarisches Beispiel der Wohnbauentwicklung um die Wende zum 20. Jahrhundert, baugeschichtlich und stadtentwicklungsgeschichtlich bedeutend Um 1900 war Briesnitz kein eigentliches Dorf mehr, die Strukturen wurden zunehmend städtischer. Bis an die Grenze des erst 1921 eingemeindeten Ortes führte die Dresdner Straßenbahn. Um den rasant steigenden Wohnungsbedarf zu decken, entstanden unter anderem an der Alten Meißner Landstraße neue Wohngebäude. Eines von ihnen ist das hier beschriebene, zweigeschossige Mietshaus, bezeichnet mit 1896. Es ist anzunehmen, dass die im Giebel des die Straßenfront betonenden Mittelrisalites aufgeführten Initialen „P.M.“ für den in Briesnitz ansässigen Architekten Paul Mähler stehen. Über der teilweise detailreich gestalteten historistischen Klinker-Werkstein-Fassade sitzt ein ausgebautes Mansarddach, die Mittelachse durch einen Zwerchgiebel gestalterisch betont. Auffällig dabei die verzierten First- und Gratziegel. Als exemplarisches Beispiel der Wohnbauentwicklung um die Wende zum 20. Jahrhundert ist das Wohnhaus Alte Meißner Landstraße 23 bau- und stadtentwicklungsgeschichtlich bedeutend. | 09210886 |
|                                         | Wohn- und Geschäftshaus in offener Bebauung | Alte Meißner Landstraße 24 (Karte)              | 1914–1915 (Wohn- und Geschäftshaus) | viergeschossiges Gebäude, Putzfassade strukturiert durch Natursteinelemente und Risalite, originale Ausstattung teilweise erhalten, stilistische Verweise auf Jugendstil und Reformbaukunst, stadtentwicklungsgeschichtlich und baugeschichtlich von Bedeutung Das mächtige, in den Jahren 1914/15 für den Klempnermeister Georg Walther errichtete Wohn- und Geschäftshaus Alte Meißner Landstraße 24 liegt heute in offener Bebauung. Die Planung oblag dem Architekten Max Ludloff. Gemäß früheren Entwürfen von Ludloff sollte das Gebäude Teil einer großen, sich auch über die Grundstücke Nummer 26 und 28 (Flurstück 3 bzw. 4) erstreckenden Wohn- und Geschäftshausgruppe sein. Auch wenn diese Planung nie umgesetzt wurde, kann sie beispielhaft für die um die Jahrhundertwende in Briesnitz entstandenen Mietshäuser und Gewerbebetriebe stehen, die Landwirtschaft und dörfliche Strukturen zunehmend zurückdrängten. Das viergeschossige Gebäude wird an zwei Fronten durch im ersten Obergeschoss ansetzende Risalite ausgestaltet, die durch einen um die Gebäudeecke laufenden Balkon zusammengefasst sind. Weiterhin das durch hohe, übergiebelte Dachaufbauten bewegte Walmdach sowie Loggien Richtung Elbe. Über dem teilweise mit Naturstein belegten Erdgeschoss (Ladeneinbauten) erheben sich die Putzfassaden mit nur wenigen Schmuck- und Gliederungselementen. Diese sind in Teilen noch historisierend aber auch dem Jugendstil zuzuordnen (Balkongeländer). An originaler Ausstattung sind u. a. Hauseingangstür mit Oberlicht, Handläufe, Holztreppen mit Geländer, Wohnungseingangstüren und Farbglasfenster im Treppenhaus erhalten. Das Wohn- und Geschäftshaus ist für die beschriebene Stilrichtung und aufgrund der vorgenannten Ausführungen trotz seiner in Bezug auf die Gesamtplanung nur stückhaften Ausbildung stadtentwicklungs- sowie baugeschichtlich von Bedeutung. | 09210878 |
|                                         | Bauernhaus mit Einfriedung, Toreinfahrt und Pforte | Alte Meißner Landstraße 26 (Karte)              | bezeichnet 1822 (Bauernhaus) | markantes ländliches Anwesen, als Zeugnis dörflicher Architektur und Bauweise und Teil des historischen Ortskerns von Briesnitz baugeschichtlich und ortsgeschichtlich bedeutend Das heute als „Pension Altbriesnitz“ betriebene Bauernhaus (bezeichnet 1822) mit massiver Einfriedung und Toreinfahrt steht am alten Streckenabschnitt der seit 1938 geteilten Meißner Landstraße sicher auf der Fläche eines im Ursprung älteren Bauernhofs. Für das zweigeschossige, verputzte Wohnhaus (straßenseitiger Giebel teilweise verbrettert, erdgeschossige Fenster mit Naturstein umrahmt) mit Satteldach und Krüppelwalm ist ein Umbau in 1863 bekannt. Der Hof ist straßenseitig von einer hohen Natursteinmauer umgeben, in die neben einem offenen, hölzernen Zaunfeld eine Toreinfahrt und eine Pforte (beide mit massiven Pfeilern mit Abdeckplatte, Torzufahrt mit mächtigen Prellsteine) eingebunden sind. Das markante, ehemals ländliche Anwesen Alte Meißner Landstraße 26 ist als Zeugnis dörflicher Architektur und Bauweise und Teil des historischen Ortskerns von Briesnitz bau- und ortsgeschichtlich bedeutend. | 09210877 |
|                                         | Mietshaus mit Toreinfahrt | Alte Meißner Landstraße 27 (Karte)              | um 1895 (Mietshaus) | markanter vorstädtischer Gründerzeitbau mit weitgehend ursprünglich erhaltener Klinker-Werkstein-Fassade, exemplarisches Zeugnis für den Wohnungsbau in Briesnitz um 1900, baugeschichtlich und stadtentwicklungsgeschichtlich bedeutend Das 1896/97 für Hermann Schwenke erbaute, dreigeschossige Mietshaus steht als markanter vorstädtischer Gründerzeitbau mit weitgehend ursprünglich erhaltener Klinker-Werkstein-Fassade an der Alten Meißner Landstraße. Über verputztem Erdgeschoss ist an den aufgehenden Geschossen ein vergleichsweise aufwändiges Dekor im Bereich der abgeschrägten, mit zwei Balkonen versehenen Gebäudeecke und im ersten Obergeschoss zu finden (Fensterumrahmungen, -verdachungen und -simse). Über breitem Kranzgesims ein Walmdach heute ohne Dachaufbauten, ehemals jedoch gemäß im Dresdner Stadtarchiv vorliegender Planzeichnungen mit spitzen, hohen Dächern über der Gebäudeecke und Dreiecksgiebel über dem zweiachsigen Risalit an der Gottfried-Keller-Straße. Von Toranlage und Einfriedung sind nur noch drei, im Wechsel aus Naturstein und Klinker gestaltete Torpfeiler mit Abdeckplatten erhalten. Das Mietshaus Alte Meißner Landstraße 27 ist ein exemplarisches Zeugnis für den Wohnungsbau in Briesnitz vor 1900 und daher bau- und stadtentwicklungsgeschichtlich bedeutend. | 09218742 |
|                                         | Wohnhaus mit Vorgarten und Einfriedung in offener Bebauung | Alte Meißner Landstraße 28 (Karte)              | 1. Hälfte 19. Jh. (Wohnhaus) | schlichter, aber ausgesprochen nobler klassizistischer Bau, einer der qualitätvollsten Dresdner Wohnbauten aus der ersten Hälfte des 19. Jahrhunderts, architekturgeschichtlich und wohl auch künstlerisch bedeutend Das Haus Alte Meißner Landstraße 28 gehört zu den gestalterisch qualitätvollsten Dresdner Wohnbauten aus der ersten Hälfte des 19. Jahrhunderts und zählt im weiteren Sinne als Zeugnis der Architektur des sächsischen Klassizismus. Der zweigeschossige Bau mit Krüppelwalmdach hat eine klar gegliederte, noble Fassade, die weitestgehend im ursprünglichen Zustand erhalten blieb. Die fünfachsige Straßenseite wird von feinen, nur flach hervortretenden Fensterrahmen dominiert. Die Mittelachse ist durch Eingangsportal und Rundbogenöffnung hervorgehoben. Gestalterisch bemerkenswert sind auch die bündig anliegenden Sprossenfenster (wohl Winterfenster). Bereichert wird der wohltuend einfach und dennoch anspruchsvoll wirkende Bau durch eine passende Pergola, einen gestalteten Vorgarten und einen schmiedeeisernen Zaun, die mit dem Wohnhaus eine harmonische Einheit bilden. Die Alte Meißner Landstraße 28 ein Kulturdenkmal aufgrund seiner architekturgeschichtlichen und künstlerischen Bedeutung. | 09210876 |
|                                         | Pfarrhaus, Diakonat, Nebengebäude, Toreinfahrt und Umfassungs- bzw. Stützmauern mit Pforten eines Pfarrhofes | Alte Meißner Landstraße 30; 30a; 32 (Karte)     | 1889 (Pfarrhaus), 1889 (Diakonat), 1. H. 19. Jh. (Nebengebäude)                                                                            | die drei zweigeschossigen Bauten als schlichte historisierende Bauten im Stil der Neorenaissance, als Sachzeuge der Ortsgeschichte und Baugeschichte des 19. Jahrhunderts von Bedeutung Auf dem Pfarrhof der evangelische-luth. Kirchgemeinde Briesnitz, erhöht über der seit 1938 geteilten Meißner Landstraße gelegen, sind drei zweigeschossige Bauten locker um einen baumbestandenen Hof gruppiert. Der ältere Bau (1. H. 19. Jh., Hausnummer 30a) langgestreckt mit Satteldach, über der Tür in der Mittelachse die Datierung eines Umbaus MDCCCLXVIII (1868). Das alte Pfarrhaus wurde 1888 abgebrochen und dafür die beiden heutigen Pfarrhäuser auf dem alten Pfarrgelände erbaut. Die schlichten, villenartigen Putzbauten im Stil der Neurenaissance entstanden nach Entwürfen von 1889 über quadratischem Grundriss mit flachen, auskragenden Walmdächern: - Pfarrhaus (Nummer 30): 5/3 Achsen, ursprüngliche Putzgliederungen und Stuckornamente nicht erhalten, rechteckige Fenster in vortretenden architravierten Sandsteineinfassungen mit geradem Gesims, vor den Erdgeschossfenstern Sohlbänke, Gurtgesims zwischen den Geschossen, der mittige Hauseingang umrahmt und übergiebelt. Der eingeschossige, hölzerne Anbau im Garten vermutlich ehemals als offene Loggia. Bauzeitliche Innenausstattung (Bodenbelag, Innentüren, Treppengeländer etc.) - Diakonat (Nummer 32): 3/3 Achsen, ursprüngliche Putzgliederungen und Stuckornamente nicht erhalten, rechteckige Fenster in vortretenden architravierten Sandsteineinfassungen mit geradem Gesims, vor den Erdgeschossfenstern Sohlbänke, Gurtgesims zwischen den Geschossen. Der umrahmte Hauseingang seitlich über einige Stufen zu erreichen. Das Pfarrgelände wird durch eine hohe, den Geländeversprung teilweise in zwei Stufen abfangende Stützmauer umgrenzt und ist von Osten durch eine Toranlage mit mächtigen Torpfeilern erschlossen, von Westen über eine Treppenanlage zu begehen. Der Briesnitzer Pfarrhof ist als Sachzeuge der Orts- und Baugeschichte des 19. Jahrhunderts sowie in seiner Gesamtanlage städtebaulich von Bedeutung. | 09210871 |
|                                         | Dorfschmiede (ehem.) | Alte Meißner Landstraße 36 (Karte)              | bezeichnet 1820 (Schmiede) | heute als Wohnhaus bzw. Gaststätte genutzt, Fachwerkbau mit massivem Untergeschoss, baugeschichtlich und technikgeschichtlich sowie als Teil des historischen Briesnitzer Dorfkerns vor allem ortsgeschichtlich von Bedeutung Die alte Dorfschmiede mit der Anschrift Alte Meißner Landstraße 36, am Standort schon im 16. Jahrhundert belegt, wird heute als Wohnhaus, seit 1994 auch als Gaststätte „Alte Schmiede“ genutzt. Der zweigeschossige Bau über rechteckigem Grundriss und mit Satteldach besitzt nach seiner letzten Sanierung eine sichtbare Fachwerkkonstruktion über dem massiven Erdgeschoss. Der Schlussstein des zwischenzeitlich wieder geöffneten Eingangsportals auf der Gebäudelängsseite weist ein Monogramm (I L B), die ehemalige Hausnummer des Hofes, die Datierung (1820) sowie ein Hufeisen als Handwerkszeichen auf. Der in Anlehnung an den historischen Stein neu gefertigte Schlussstein über der daneben liegenden Tür (ehemals Fensteröffnung) zeigt ein laufendes Pferd. Die Schmiede selbst zum Teil verändert. Die Briesnitzer Dorfschmiede ist bau- und technikgeschichtlich sowie als Teil des historischen Briesnitzer Dorfkerns vor allem ortsgeschichtlich von Bedeutung. | 09210880 |
|                                         | Scheune | Alte Meißner Landstraße 38 (Karte)              | 1. Hälfte 19. Jh. (Scheune) | letzte aus Plänersteinen gefügte Scheune von Briesnitz, baugeschichtlich und ortsgeschichtlich von Bedeutung, für Briesnitz mittlerweile singulär Die letzte aus den für die südliche Elbtalzone um Dresden typischen Plänersteinen gefügte Scheune von Briesnitz, erbaut in der 1. Hälfte des 19. Jahrhunderts, liegt an der Zusammenführung der seit 1938 in Alte Meißner Landstraße und Meißner Landstraße geteilten wichtigen historischen Verkehrsverbindung. Das Bauwerk wurde 1993/2005 als Werkstatt, Atelier und Wohnhaus umgebaut, in die großen Satteldachflächen wurden durch den diesbezüglichen Einbau von Loggia und Lichtbändern stark eingegriffen. Der über rechteckigem Grundriss liegende Baukörper besitzt neben den Toreinfahrten nur einige schmale Lüftungsöffnungen und je ein regionaltypisches, rundbogiges Zwillingsfenster an den Giebelseiten. Über den Toren ein umlaufendes Gurtgesims, ein zweites in das Traufgesims übergehend. Zwischen den beiden Baugliedern verzierte, runde Lüftersteine. Auf der elbseitigen Gebäudelängswand über einer verschlossenen Türöffnung drei Natursteintafeln, versehen mit Inschriften und Jahreszahlen. Die Scheune (Alte Meißner Landstraße 38) ist bau- und ortsgeschichtlich von Bedeutung und für Briesnitz mittlerweile singulär. | 09210892 |
|                                         | Wohnhausgruppe in Ecklage und offener Bebauung | Alte Meißner Landstraße 39; 41; 43 (Karte)      | um 1910 (Wohnhaus) | mit Läden, dreigeschossiger Putzbau mit ausgebautem, bewegtem Mansarddach, aus drei Hausteilen bestehend, Belebung durch Balkone, Erker, Zierfachwerkgiebel und Dekor, teilweise erhaltene Ausstattung, im Reformstil der Zeit um 1910, markantes Zeugnis für die Verstädterung des Ortes Briesnitz am Beginn des 20. Jahrhunderts, exemplarisches Beispiel der regionalen Reformarchitektur dieser Zeit, baugeschichtliche und ortsgeschichtliche Bedeutung, außerdem platzbildprägend Briesnitz war um 1900 kein eigentliches Dorf mehr, die Strukturen wurden zunehmend städtischer. Bis an die Grenze des erst 1921 eingemeindeten Ortes führte die Dresdner Straßenbahn. Um den rasant steigenden Wohnungsbedarf zu decken, entstand auch die imposante, langgestreckte Wohnhausgruppe Alte Meißner Landstraße 39–43 an der Ecke zu Am Lehmberg. Der dreigeschossige Putzbau mit ausgebautem, bewegtem Mansarddach besteht aus drei Hausteilen, im teilweise mit Naturstein besetzten, hohen Erdgeschoss dabei einige Ladeneinbauten. Die Fassaden sind durch Loggien und Erker sowie Fachwerk-Aufbauten im Dachgeschoss belebt. Die Fenster, Portale und Eckgliederungen sind qualitätvoll. Auf den schlichten Putzfassaden sitzen vereinzelte bauzeittypische Schmuckformen (Früchtekorb, Kartuschen, Medaillons) in sachlicher Formensprache. Zur erhaltenen Innenausstattung gehören Farbglasfenster (z. B. in Treppenhaus Nummer 41). Das um 1910 errichtete Wohn- und Geschäftshaus ist ein markantes Zeugnis für die Verstädterung des Ortes Briesnitz am Beginn des 20. Jahrhunderts und gilt als exemplarisches Beispiel der regionalen Reformarchitektur dieser Zeit, darin liegt seine bau- und ortsgeschichtliche Bedeutung begründet. Weiterhin ist es aufgrund seiner exponierten Lage städtebaulich von Bedeutung. | 09210875 |
|                                         | Alte Schule: Schule (ehem.) mit Seitengebäude, kleinem Anbau und Stützmauern | Alte Meißner Landstraße 67 (Karte)              | 1695 (Schule) | Anlage auf wuchtiger Substruktion, Seitengebäude im Obergeschoss mit Fachwerk und Satteldach, Hof der Anlage zum Friedhof hin mit Stützmauer und zugesetzter Rundbogentür, Nutzung als Schule, Ortsgefängnis und Wohnhaus, eine der ältesten, authentisch erhaltenen Landschulen Sachsens, baugeschichtlich von Bedeutung, ortsgeschichtlich bedeutend und durch exponierte Lage auch eine hohe städtebauliche Wertigkeit Als kirchlicher Mittelpunkt war Briesnitz auch Schulort für zahlreiche Dörfer der Umgebung, schon 1511 ist hier der erste Schulmeister erwähnt. Die sich an den darüber liegenden Kirchberg anlehnende sog. „Alte Schule“, 1695 durch Landbaumeister Matthäus Schumann erbaut, ist eine zweiflügelige Anlage aus eigentlichem Schulbau und rechtwinklig dazu angeordnetem Seitengebäude. Die dreigeschossige Schule mit hohem, markantem Untergeschoss und Walmdach steht auf einer wuchtigen Substruktion. Fast regelmäßige Achsen (7/3) gliedern die Fassaden des über rechteckigem Grundriss errichteten Haupthauses. Die siebenachsige Seite zur Meißner Landstraße bildet dabei die Hauptansicht. Zur Kirche hin liegt das kleinere, im Obergeschoss zum Teil aus Fachwerk bestehende Seitengebäude mit Satteldach. Der Hof ist durch Mauern abgeschlossen, in denen sich auch eine zugesetzte Rundbogentür zum Friedhof befindet. Um 1880 erfolgte der Umbau zum Wohnhaus. Im Gebäude befindet sich neben dem noch erhaltenen Ortsgefängnis seit einigen Jahren eine kleine Ausstellung zur Briesnitzer Schulgeschichte. Die übrigen Räume dienen als Atelier und Wohnung des Eigentümers. Die Alte Meißner Straße 67 ist eine der ältesten, authentisch erhaltenen Landschulen Sachsens und daher baugeschichtlich von überregionaler Bedeutung. Aufgrund seiner exponierten Lage kommt dem Gebäude, neben seiner ortsgeschichtlichen, auch eine hohe städtebauliche Wertigkeit zu. | 09210884 |
|                                         | Eigenheimsiedlung Briesnitz-Dresden eGmbH: Doppelwohnhaus einer Siedlung | Am Lehmberg 6; 8 (Karte)                        | 1927 (Doppelwohnhaus) | im Denkmalschutzgebiet »Siedlung Briesnitz«, charakteristisches Kleinwohnungs- und Siedlungshaus der 1920er Jahre, Siedlung architektonisch und städtebaulich bedeutendes Zeugnis des genossenschaftlichen Wohnungsbaus der ersten Hälfte des 20. Jahrhunderts, auch sozialgeschichtlich und ortsgeschichtlich bedeutend Die sich in reizvoller Höhenlage großräumlich erstreckende Eigenheimsiedlung Briesnitz-Dresden geht auf die Bodenreform- und Gartenstadtbewegung des ausgehenden 19. Jahrhunderts zurück. Als eine der frühen Umsetzungen der Gartenstadtidee in Deutschland wurden von 1912 bis 1914 insgesamt 138 Wohnungen in Einfamilien-, Doppel- und Reihenhäusern errichtet. Den Bebauungsplan für die westlich des alten Dorfkerns gelegene Fläche sowie die Entwürfe und Planungen für zahlreiche Gebäude erstellte die Architektengemeinschaft Rudolf Max Ludloff (Kassel) und Hugo Stieger (Hildesheim). Nach der Eingemeindung des Ortes Briesnitz wurde die Siedlung in den Jahren von 1924–1939 erweitert. Zunächst wurden dabei unter dem Dresdner Architekten Curt Herfurth durch Nachverdichtung noch einige Eigenheime errichtet. Nach 1927 stellte man jedoch gänzlich auf Geschosswohnungsbau um. 1928 wurde dem Architekten Karl Willy Grunert die weitere Planung übertragen. Im Jahr 1939 endete das Baugeschehen in der sich mittlerweile zwischen Wolfszug, Merbitzer Straße, Schulberg, Am Lehmberg, Borngraben und Marktweg erstreckenden Siedlung, die nun in 364 Häusern ca. 2700 Bewohnern (mehr als die Hälfte der gesamten Briesnitzer Einwohnerschaft) Platz bot. Der Wechsel unterschiedlicher Gebäudetypen auf relativ großzügigen Parzellenflächen, die Anlage von platzartigen Straßenerweiterungen und ein teilweise gekrümmter Straßenverlauf erzeugen, wie im Bebauungsplan schon vorgesehen, noch heute ein „ländliches Gepräge“, wobei private Gärten (ehemals der Eigenversorgung dienend) und öffentliche Grünflächen die durchgestaltete Gesamtanlage komplettieren. Die architektonisch-gestalterische Durchbildung der qualitätvollen Ensemble verbindet die Formensprache des Expressionismus mit traditionellen Elementen der Dresdner Baugeschichte. Sie besticht durch eine einheitliche, schlichte Gesamtwirkung von großer Ausgewogenheit. Die insbesondere durch die unterschiedlichen Bautypen und Bebauungsphasen – von „Eigenheim“ zu Mietwohnungsbau – sinnfällig gekennzeichnete Siedlung Briesnitz ist sowohl architektonisch als auch städtebaulich ein überregional bedeutendes Zeugnis des genossenschaftlichen Wohnungsbaus der ersten Hälfte des 20. Jahrhunderts. Weiterhin ist die Anlage aufgrund ihrer wohnreformerischen Konzepte sozialgeschichtlich bedeutend und für die Ortsgeschichte von Briesnitz von großer Geltung. Das Doppelhaus Am Lehmberg 6/8 ist Teil der Eigenheimsiedlung Briesnitz. Der Geschossbau mit zwei Ladeneinbauten entstand um 1925 unter dem Architekten Curt Herfurth und schließt mit seiner auch städtebaulich prägnanten Lage die Siedlung nach Südwesten hin ab. Über dem dreigeschossigen Putzbau mit rechteckigem Grundriss liegt ein nicht ausgebautes Walmdach (einzelne Dreiecksgauben). Die schlichte Lochfassade wird zur Grünfläche hin durch einen breiten Risalit (über 6 Achsen, davon die äußeren 2 Hauseingänge/Treppenhäuser) mit flachem, gestaffeltem Abschluss betont. Das Wohnhaus ist als charakteristischer Kleinwohnungs- und Siedlungsbau der 1920/30er Jahre baugeschichtlich bedeutend und steht als ursprünglich erhaltenes Beispiel eines Doppelhauses der Eigenheimsiedlung Briesnitz insbesondere auch wegen seiner siedlungsgeschichtlichen Bedeutung unter Denkmalschutz. | 09210898 |
|                                         | Eigenheimsiedlung Briesnitz-Dresden eGmbH: Reihenhausgruppe einer Siedlung | Auf dem Eigen 32; 34; 36; 38 (Karte)            | 1927 (Reihenhaus) | im Denkmalschutzgebiet »Siedlung Briesnitz«, charakteristisches Kleinwohnungs- und Siedlungshaus der 1920er Jahre, Siedlung architektonisch und städtebaulich bedeutendes Zeugnis des genossenschaftlichen Wohnungsbaus der ersten Hälfte des 20. Jahrhunderts, auch sozialgeschichtlich und ortsgeschichtlich bedeutend Das Reihenhaus Auf dem Eigen 32–38 ist Teil der Eigenheimsiedlung Briesnitz (siehe Am Lehmberg 6/8). Das Wohnhaus gehört zu den Siedlungshäusern, die im zweiten Bauabschnitt zwischen 1919 und 1923 errichtet wurde. Demnach geht der rechteckige, schlichte Baukörper auf den Architekten Curt Herfurth (1880–1942) zurück. Das Gebäude zählt zu den wenigen noch ursprünglich erhaltenen Beispielen im Kernbereich der Eigenheimsiedlung. Über verputzten, zweigeschossigen Fassaden erhebt sich ein Walmdach mit dreieckigen Gauben, einem typischen Architekturmerkmal der 1920er Jahre. Die vier Häuser werden über Eingänge mit kleinen Freitreppen erschlossen. Die über den Portalen angebrachten Stürze mit Konsolen, Klappläden und die noch zum Teil erhaltenen Sprossenfenstern bilden den einzigen Schmuck der siebenachsigen Straßenseite. Ergänzt wird das Ganze durch einen originalen Lattenzaun. Das Haus Auf dem Eigen 32–38 steht als ursprünglich erhaltenes Beispiel eines Reihenhauses der Eigenheimsiedlung Briesnitz insbesondere wegen seiner siedlungsgeschichtlichen Bedeutung unter Denkmalschutz. | 09218935 |
|                                         | Wohnhaus in offener Bebauung und Fassadenschmuck | Auf der Scheibe 12 (Karte)                      | bezeichnet 1936 (Wohnhaus) | Putzfassade mit Olympia’36-Motiv, Tierreliefs aus Terrakotta und bunte Kacheln im Bereich der Fenster, schlichtes und ansprechend gestaltetes Wohnhaus, vor allem aufgrund seiner Fassadengestaltung künstlerisch und baugeschichtlich von Bedeutung Das würfelförmige, dreigeschossige Wohnhaus entstand um 1936 über annähernd quadratischem Grundriss in offener Bebauung. Auffällig sind an dem in Formensprache und Kubatur sehr nüchtern gehaltenen Bau die straßenseitige Fassade mit Tierreliefs aus Terrakotta (M. H. Fritz) sowie mit bunten Zierkacheln versehenen drei Fensterachsen. An der Hauseingangsseite ist die Treppenhausachse farblich abgesetzt und risalitartig erhöht. Darauf Bildwerke zum Thema „Olympia’36“ (Fackelträger, Olympia-Ringe mit Jahreszahl, Figurengruppe mit Kindern). Die Fenster mit horizontaler Sprossenaufteilung sind nur von einer schmalen, farbig abgesetzten Putzfasche umrahmt. Die Traufe ist umlaufend durch ein Gesims aus Klinker betont. Im Walmdach (kein Dachüberstand) sitzt straßenseitig eine kleine Gaube, nach Süden ein breiter Dachaufbau. Das ansprechend gestaltete Wohnhaus Auf der Scheibe 12 ist vor allem aufgrund seiner außergewöhnlichen Fassadengestaltung künstlerisch und baugeschichtlich von Bedeutung. | 09210863 |
|                                         | Eigenheimsiedlung Briesnitz-Dresden eGmbH: Wohnhaus einer Siedlung | Borngraben 1 (Karte)                            | 1913–1914 (Einfamilienwohnhaus) | im Denkmalschutzgebiet »Siedlung Briesnitz«, charakteristisches Kleinwohnungs- und Siedlungshaus nach 1910, Siedlung architektonisch und städtebaulich bedeutendes Zeugnis des genossenschaftlichen Wohnungsbaus der ersten Hälfte des 20. Jahrhunderts, auch sozialgeschichtlich und ortsgeschichtlich bedeutend Das Wohnhaus Borngraben 1 ist Teil der Eigenheimsiedlung Briesnitz (siehe Am Lehmberg 6/8). Das an der Straßenkreuzung Borngraben und Hammeraue liegende Einfamilienhaus entstand um 1913 unter der Architektengemeinschaft Ludloff und Stieger. Der eingeschossige Putzbau mit ausgebautem, abgewalmtem Mansarddach besitzt straßenseitig ein spitzwinklig auslaufendes Zwerchhaus mit davorgesetztem Erker und Balkon sowie einen eingeschossigen Anbau. Die Einfriedung bauzeittypisch mit Lattenzaunfeldern zwischen massiven Pfosten. Das markante Einfamilienhaus, stilistisch Formengut des Expressionismus aufgreifend, ist als charakteristischer Kleinwohnungs- und Siedlungsbau vom Beginn des 20. Jahrhunderts baugeschichtlich bedeutend und steht als exemplarisches Beispiel für die freistehenden Eigenheime der Siedlung Briesnitz insbesondere auch wegen seiner siedlungsgeschichtlichen Bedeutung unter Denkmalschutz. | 09218519 |
|                                         | Eigenheimsiedlung Briesnitz-Dresden eGmbH: Doppelwohnhaus einer Siedlung | Borngraben 2; 4 (Karte)                         | 1924–1926 (Doppelwohnhaus) | im Denkmalschutzgebiet »Siedlung Briesnitz«, charakteristisches Kleinwohnungs- und Siedlungshaus der 1920er Jahre, Siedlung architektonisch und städtebaulich bedeutendes Zeugnis des genossenschaftlichen Wohnungsbaus der ersten Hälfte des 20. Jahrhunderts, auch sozialgeschichtlich und ortsgeschichtlich bedeutend Das Doppelhaus Borngraben 2/4 ist Teil der Eigenheimsiedlung Briesnitz (siehe Am Lehmberg 6/8). Der zweigeschossige Putzbau mit bewegtem Dach gliedert sich in zwei Bauteile, der durch übergiebeltes Zwerchhaus, Erker und Gauben betonte Hauptbaukörper mit ausgebautem Mansarddach und Ladeneinbau im Erdgeschoss und ein daran angeschlossener, etwas zurückgesetzter, schlichter Gebäudeflügel mit Walmdach. Das Doppelhaus entstand um 1925 vermutlich unter dem Architekten Curt Herfurth. Das in sachlicher Formensprache ausgebildete Wohnhaus ist als charakteristischer Kleinwohnungs- und Siedlungsbau der 1920er Jahre baugeschichtlich bedeutend und steht als ursprünglich erhaltenes Beispiel eines Doppelhauses mit Wohn- und Geschäftsnutzung der Eigenheimsiedlung Briesnitz insbesondere auch wegen seiner siedlungsgeschichtlichen Bedeutung unter Denkmalschutz. | 09218510 |
|                                         | Eigenheimsiedlung Briesnitz-Dresden eGmbH: Doppelwohnhaus einer Siedlung | Borngraben 6; 8 (Karte)                         | 1924–1926 (Doppelwohnhaus) | im Denkmalschutzgebiet »Siedlung Briesnitz«, charakteristisches Kleinwohnungs- und Siedlungshaus der 1920er Jahre, Siedlung architektonisch und städtebaulich bedeutendes Zeugnis des genossenschaftlichen Wohnungsbaus der ersten Hälfte des 20. Jahrhunderts, auch sozialgeschichtlich und ortsgeschichtlich bedeutend Das Doppelhaus Borngraben 6/8 ist Teil der Eigenheimsiedlung Briesnitz (siehe Am Lehmberg 6/8). Der langgestreckte, zweigeschossige Wohnbau mit nichtausgebautem Walmdach weist eine schlichte, nur im Erdgeschoss teilweise mit Klappläden versehene Putzfassade auf, die Fenster mit schmalen Putzfaschen umrahmt. Straßenseitig treten jeweils die äußeren beiden der insgesamt 10 Fensterachsen leicht vor. Das Doppelhaus entstand um 1925 vermutlich unter dem Architekten Curt Herfurth. Das in sachlicher Formensprache ausgebildete Wohnhaus ist als charakteristischer Kleinwohnungs- und Siedlungsbau der 1920er Jahre baugeschichtlich bedeutend und steht als ursprünglich erhaltenes Beispiel für den Geschosswohnungsbau in der Eigenheimsiedlung Briesnitz auch wegen seiner siedlungsgeschichtlichen Bedeutung unter Denkmalschutz. | 09218511 |
|                                         | Eigenheimsiedlung Briesnitz-Dresden eGmbH: Doppelwohnhaus einer Siedlung | Borngraben 10; 12 (Karte)                       | 1924–1926 (Doppelwohnhaus) | im Denkmalschutzgebiet »Siedlung Briesnitz«, charakteristisches Kleinwohnungs- und Siedlungshaus der 1920er Jahre, Siedlung architektonisch und städtebaulich bedeutendes Zeugnis des genossenschaftlichen Wohnungsbaus der ersten Hälfte des 20. Jahrhunderts, auch sozialgeschichtlich und ortsgeschichtlich bedeutend Das Doppelhaus Borngraben 10/12 ist Teil der Eigenheimsiedlung Briesnitz (siehe Am Lehmberg 6/8). Das zweigeschossige Wohngebäude, dessen Mittelbau um ein Geschoss erhöht und zu Wohnzwecken ausgebaut ist, weist eine schlichte, nur im Erdgeschoss teilweise mit Klappläden versehene Putzfassade auf. Das mit Walmdächern versehene Wohnhaus entstand um 1925 vermutlich unter dem Architekten Curt Herfurth. Das in sachlicher Formensprache ausgebildete Wohnhaus ist als charakteristischer Kleinwohnungs- und Siedlungsbau der 1920er Jahre baugeschichtlich bedeutend und steht als ursprünglich erhaltenes Beispiel eines Doppelhauses der Eigenheimsiedlung Briesnitz insbesondere auch aufgrund seiner siedlungsgeschichtlichen Bedeutung unter Denkmalschutz. | 09218512 |
|                                         | Eigenheimsiedlung Briesnitz-Dresden eGmbH: Doppelwohnhaus einer Siedlung | Borngraben 14; 16 (Karte)                       | 1924–1926 (Doppelwohnhaus) | im Denkmalschutzgebiet »Siedlung Briesnitz«, charakteristisches Kleinwohnungs- und Siedlungshaus der 1920er Jahre, Siedlung architektonisch und städtebaulich bedeutendes Zeugnis des genossenschaftlichen Wohnungsbaus der ersten Hälfte des 20. Jahrhunderts, auch sozialgeschichtlich und ortsgeschichtlich bedeutend Das Doppelhaus Borngraben 14/16 ist Teil der Eigenheimsiedlung Briesnitz (siehe Am Lehmberg 6/8). Der langgestreckte, zweigeschossige Wohnbau mit nichtausgebautem Walmdach weist eine schlichte, nur im Erdgeschoss teilweise mit Klappläden versehene Putzfassade auf, die Fenster mit schmalen Putzfaschen umrahmt. Straßenseitig treten jeweils die äußeren beiden der insgesamt 10 Fensterachsen leicht vor. Das Doppelhaus entstand um 1925 vermutlich unter dem Architekten Curt Herfurth. Das in sachlicher Formensprache ausgebildete Wohnhaus ist als charakteristischer Kleinwohnungs- und Siedlungsbau der 1920er Jahre baugeschichtlich bedeutend und steht als ursprünglich erhaltenes Beispiel für den Geschosswohnungsbau in der Eigenheimsiedlung Briesnitz auch wegen seiner siedlungsgeschichtlichen Bedeutung unter Denkmalschutz. | 09218513 |
|                                         | Eigenheimsiedlung Briesnitz-Dresden eGmbH: Wohnhaus einer Siedlung | Borngraben 18 (Karte)                           | 1924–1926 (Mehrfamilienwohnhaus) | im Denkmalschutzgebiet »Siedlung Briesnitz«, charakteristisches Kleinwohnungs- und Siedlungshaus der 1920er Jahre, Siedlung architektonisch und städtebaulich bedeutendes Zeugnis des genossenschaftlichen Wohnungsbaus der ersten Hälfte des 20. Jahrhunderts, auch sozialgeschichtlich und ortsgeschichtlich bedeutend Das Wohngebäude Borngraben 18 ist Teil der Eigenheimsiedlung Briesnitz (siehe Am Lehmberg 6/8). Der freistehende, zweigeschossige Wohnbau mit nichtausgebautem Walmdach weist eine schlichte, nur im Erdgeschoss teilweise mit Klappläden belebte Putzfassade auf, die Fenster durch schmale Putzfaschen umrahmt. Das Wohnhaus entstand um 1925 vermutlich unter dem Architekten Curt Herfurth. Das in sachlicher Formensprache ausgebildete Wohnhaus ist als charakteristischer Kleinwohnungs- und Siedlungsbau der 1920er Jahre baugeschichtlich bedeutend und steht als ursprünglich erhaltenes Beispiel eines freistehenden Wohngebäudes im Geschosswohnungsbau der Eigenheimsiedlung Briesnitz insbesondere auch aufgrund seiner siedlungsgeschichtlichen Bedeutung unter Denkmalschutz. | 09218514 |
|                                         | Eigenheimsiedlung Briesnitz-Dresden eGmbH: Doppelwohnhaus einer Siedlung | Borngraben 20; 22 (Karte)                       | 1924–1926 (Doppelwohnhaus) | mit Tordurchfahrt, im Denkmalschutzgebiet »Siedlung Briesnitz«, Torhaus mit Dachreiter, bildet den gestalterischen Mittelpunkt einer einheitlichen Reihe von Wohnhäusern an der Südseite des Borngrabens, Siedlung architektonisch und städtebaulich bedeutendes Zeugnis des genossenschaftlichen Wohnungsbaus der ersten Hälfte des 20. Jahrhunderts, auch sozialgeschichtlich und ortsgeschichtlich bedeutend Das Wohnhaus Borngraben 20/22 ist Teil der Eigenheimsiedlung Briesnitz (siehe Am Lehmberg 6/8). Das mit einem Dachreiter und Turmuhr versehene Torhaus bildet den gestalterischen Mittelpunkt der annähernd symmetrisch angelegten Reihe von Siedlungshäusern an der Südseite des Borngrabens. Das zweigeschossige Wohngebäude, dessen Mittelbau über dem durch Naturstein betonten Tordurchgang um ein Geschoss erhöht und zu Wohnzwecken genutzt ist, weist eine schlichte, nur im Erdgeschoss teilweise durch Klappläden belebte Putzfassade auf. Die Ecken des Mittelbaus erkerartig hervortretend und mit expressionistisch ausgeformtem Dachabschluss. Das von Walmdächern mit Fledermausgauben überdachte Wohnhaus entstand um 1925 unter dem Architekten Curt Herfurth. Das markante Torhaus ist als charakteristischer Kleinwohnungs- und Siedlungsbau der 1920er Jahre baugeschichtlich bedeutend und steht als ursprünglich erhaltenes Beispiel eines Geschosswohnbaus der Eigenheimsiedlung Briesnitz insbesondere auch aufgrund seiner siedlungsgeschichtlichen Bedeutung unter Denkmalschutz. Zudem ist insbesondere das Torhaus von wesentlichem Belang für das Ortsbild von Briesnitz. | 09210859 |
|                                         | Eigenheimsiedlung Briesnitz-Dresden eGmbH: Wohnhaus einer Siedlung | Borngraben 24 (Karte)                           | 1924–1926 (Mehrfamilienwohnhaus) | im Denkmalschutzgebiet »Siedlung Briesnitz«, charakteristisches Kleinwohnungs- und Siedlungshaus der 1920er Jahre, Siedlung architektonisch und städtebaulich bedeutendes Zeugnis des genossenschaftlichen Wohnungsbaus der ersten Hälfte des 20. Jahrhunderts, auch sozialgeschichtlich und ortsgeschichtlich bedeutend Das Wohngebäude Borngraben 24 ist Teil der Eigenheimsiedlung Briesnitz (siehe Am Lehmberg 6/8). Der freistehende, zweigeschossige Wohnbau mit geschlossenem Walmdach weist eine schlichte, nur im Erdgeschoss teilweise mit Klappläden belebte Putzfassade auf, die Fenster durch schmale Putzfaschen umrahmt. Das Wohnhaus entstand um 1925 vermutlich unter dem Architekten Curt Herfurth. Das in sachlicher Formensprache ausgebildete Wohnhaus ist als charakteristischer Kleinwohnungs- und Siedlungsbau der 1920er Jahre baugeschichtlich bedeutend und steht als ursprünglich erhaltenes Beispiel eines freistehenden Wohngebäudes im Geschosswohnungsbau der Eigenheimsiedlung Briesnitz insbesondere auch aufgrund seiner siedlungsgeschichtlichen Bedeutung unter Denkmalschutz. | 09218515 |
|                                         | Eigenheimsiedlung Briesnitz-Dresden eGmbH: Doppelwohnhaus einer Siedlung | Borngraben 26; 28 (Karte)                       | 1924–1926 (Doppelwohnhaus) | im Denkmalschutzgebiet »Siedlung Briesnitz«, charakteristisches Kleinwohnungs- und Siedlungshaus der 1920er Jahre, Siedlung architektonisch und städtebaulich bedeutendes Zeugnis des genossenschaftlichen Wohnungsbaus der ersten Hälfte des 20. Jahrhunderts, auch sozialgeschichtlich und ortsgeschichtlich bedeutend Das Doppelhaus Borngraben 26/28 ist Teil der Eigenheimsiedlung Briesnitz (siehe Am Lehmberg 6/8). Der langgestreckte, zweigeschossige Wohnbau mit nichtausgebautem Walmdach weist eine schlichte, nur im Erdgeschoss teilweise mit Klappläden versehene Putzfassade auf, die Fenster mit schmalen Putzfaschen umrahmt. Straßenseitig treten jeweils die äußeren beiden der insgesamt 10 Fensterachsen leicht vor. Das Doppelhaus entstand um 1925 vermutlich unter dem Architekten Carl Herfurth. Das in sachlicher Formensprache ausgebildete Wohnhaus ist als charakteristischer Kleinwohnungs- und Siedlungsbau der 1920er Jahre baugeschichtlich bedeutend und steht als ursprünglich erhaltenes Beispiel für den Geschosswohnungsbau in der Eigenheimsiedlung Briesnitz auch aufgrund seiner siedlungsgeschichtlichen Bedeutung unter Denkmalschutz. | 09218516 |
|                                         | Eigenheimsiedlung Briesnitz-Dresden eGmbH: Doppelwohnhaus einer Siedlung | Borngraben 30; 32 (Karte)                       | 1924–1926 (Doppelwohnhaus) | im Denkmalschutzgebiet »Siedlung Briesnitz«, charakteristisches Kleinwohnungs- und Siedlungshaus der 1920er Jahre, Siedlung architektonisch und städtebaulich bedeutendes Zeugnis des genossenschaftlichen Wohnungsbaus der ersten Hälfte des 20. Jahrhunderts, auch sozialgeschichtlich und ortsgeschichtlich bedeutend Das Doppelhaus Borngraben 30/32 ist Teil der Eigenheimsiedlung Briesnitz (siehe Am Lehmberg 6/8). Das zweigeschossige Wohngebäude, dessen Mittelbau um ein Geschoss erhöht und zu Wohnzwecken ausgebaut ist, weist eine schlichte, nur im Erdgeschoss teilweise mit Klappläden versehene Putzfassade auf. Das mit Walmdächern versehene Wohnhaus entstand um 1925 vermutlich unter dem Architekten Carl Herfurth. Das in sachlicher Formensprache ausgebildete Wohnhaus ist als charakteristischer Kleinwohnungs- und Siedlungsbau der 1920er Jahre baugeschichtlich bedeutend und steht als ursprünglich erhaltenes Beispiel eines Doppelhauses der Eigenheimsiedlung Briesnitz insbesondere auch aufgrund seiner siedlungsgeschichtlichen Bedeutung unter Denkmalschutz. | 09218517 |
|                                         | Eigenheimsiedlung Briesnitz-Dresden eGmbH: Doppelwohnhaus einer Siedlung | Borngraben 34; 36 (Karte)                       | 1924–1926 (Doppelwohnhaus) | im Denkmalschutzgebiet »Siedlung Briesnitz«, charakteristisches Kleinwohnungs- und Siedlungshaus der 1920er Jahre, Siedlung architektonisch und städtebaulich bedeutendes Zeugnis des genossenschaftlichen Wohnungsbaus der ersten Hälfte des 20. Jahrhunderts, auch sozialgeschichtlich und ortsgeschichtlich bedeutend Das Doppelhaus Borngraben 34/36 ist Teil der Eigenheimsiedlung Briesnitz (siehe Am Lehmberg 6/8). Der langgestreckte, zweigeschossige Wohnbau mit nichtausgebautem Walmdach weist eine schlichte, nur im Erdgeschoss teilweise mit Klappläden versehene Putzfassade auf, die Fenster mit schmalen Putzfaschen umrahmt. Straßenseitig treten jeweils die äußeren beiden der insgesamt 10 Fensterachsen leicht vor. Das Doppelhaus entstand um 1925 vermutlich unter dem Architekten Curt Herfurth. Das in sachlicher Formensprache ausgebildete Wohnhaus ist als charakteristischer Kleinwohnungs- und Siedlungsbau der 1920er Jahre baugeschichtlich bedeutend und steht als ursprünglich erhaltenes Beispiel für den Geschosswohnungsbau in der Eigenheimsiedlung Briesnitz auch aufgrund seiner siedlungsgeschichtlichen Bedeutung unter Denkmalschutz. | 09218518 |
|                                         | Eigenheimsiedlung Briesnitz-Dresden eGmbH: Doppelwohnhaus einer Siedlung | Eigenhufe 14; 16 (Karte)                        | 1912–1913 (Doppelwohnhaus) | im Denkmalschutzgebiet »Siedlung Briesnitz«, charakteristisches Kleinwohnungs- und Siedlungshaus nach 1910, Siedlung architektonisch und städtebaulich bedeutendes Zeugnis des genossenschaftlichen Wohnungsbaus der ersten Hälfte des 20. Jahrhunderts, auch sozialgeschichtlich und ortsgeschichtlich bedeutend Das Doppelhaus ist Teil der Eigenheimsiedlung Briesnitz (siehe Am Lehmberg 6/8). Das Haus wurde 1912/13 unter der Architektengemeinschaft Ludloff und Stieger erbaut. Über einem straßenseitig mit einem breiten, überdachten Erkerfenster versehenem Erdgeschoss liegt das abgewalmte Mansarddach. Das Dachgeschoss ausgebaut, im Mansardgeschoss belichtet über Fenster in Giebel und straßenseitigem, risalitartigem Vorbau in Hausmitte, darüber geschweifte Gauben. Die ansprechende gestalterische Wirkung des Baus wird allein durch die harmonische Proportion der Bauteile und Flächen erzeugt unter Verzicht auf jeglichen Bauschmuck. Abgeschlossen wird das Grundstück durch einen bauzeittypischen Lattenzaun. Als exemplarisches Beispiel für Doppelhäuser der Eigenheimsiedlung Briesnitz ist die Eigenhufe 14 baugeschichtlich bedeutend und steht insbesondere wegen ihrer siedlungsgeschichtlichen Bedeutung unter Denkmalschutz. | 09218520 |
|                                         | Eigenheimsiedlung Briesnitz-Dresden eGmbH: Einfamilienhaus einer Reihenhausgruppe einer Siedlung | Eigenhufe 28 (Karte)                            | 1912–1913 (Wohnhaus) | im Denkmalschutzgebiet »Siedlung Briesnitz«, charakteristisches Kleinwohnungs- und Siedlungshaus nach 1910, Siedlung architektonisch und städtebaulich bedeutendes Zeugnis des genossenschaftlichen Wohnungsbaus der ersten Hälfte des 20. Jahrhunderts, auch sozialgeschichtlich und ortsgeschichtlich bedeutend Das Reihenhaus Eigenhufe 28 ist Teil der Eigenheimsiedlung Briesnitz (siehe Am Lehmberg 6/8). In den Jahren 1912/13 wurde es unter der Architektengemeinschaft Ludloff und Stieger als Endreihenhaus erbaut. Das Einfamilienhaus zählt zu den wenigen noch ursprünglich erhaltenen Beispielen im Kernbereich der Eigenheimsiedlung. Das schmale Reihenhaus ist verputzt, die Fassade nur mit Klappläden belebt. Das Hauptdach als ausgebautes Mansarddach (mit Krüppelwalm), ein großer Dachaufbau mit Zwerchgiebel zur Straße. Abgeschlossen wird das Grundstück durch einen bauzeittypischen Lattenzaun. Als exemplarisches Beispiel für Reihenhäuser der Eigenheimsiedlung Briesnitz ist die Eigenhufe 28 baugeschichtlich bedeutend und steht insbesondere wegen ihres siedlungsgeschichtlichen Werts unter Denkmalschutz. | 09218521 |
|                                         | Eigenheimsiedlung Briesnitz-Dresden eGmbH: Einfamilienhaus einer Reihenhausgruppe einer Siedlung | Eigenhufe 36 (Karte)                            | 1912–1913 (Reihenhaus) | im Denkmalschutzgebiet »Siedlung Briesnitz«, charakteristisches Kleinwohnungs- und Siedlungshaus nach 1910, Siedlung architektonisch und städtebaulich bedeutendes Zeugnis des genossenschaftlichen Wohnungsbaus der ersten Hälfte des 20. Jahrhunderts, auch sozialgeschichtlich und ortsgeschichtlich bedeutend Das Reihenmittelhaus Eigenhufe 36 ist Teil der Eigenheimsiedlung Briesnitz (siehe Am Lehmberg 6/8). Die Reihenhausanlage wurde 1912/13 unter der Architektengemeinschaft Ludloff und Stieger erbaut. Die Haushälfte Nummer 36 zählt zu den wenigen noch ursprünglich erhaltenen Beispielen im Kernbereich der Eigenheimsiedlung. Das schmale Reihenhaus ist verputzt und im ausgebauten Mansarddach straßenseitig mit einer Schleppgaube (Fachwerk) versehen. Das Fenster im Erdgeschoss mit Klappläden. Als exemplarisches Beispiel für Reihenhäuser der Eigenheimsiedlung Briesnitz ist die Eigenhufe 36 baugeschichtlich bedeutend und steht insbesondere wegen ihres siedlungsgeschichtlichen Werts unter Denkmalschutz. | 09218522 |
| Weitere Bilder                          | Eigenheimsiedlung Briesnitz-Dresden eGmbH: Hauszeile (mit sechs Eingängen) einer Siedlung | Gottfried-Keller-Platz 1; 2; 3; 4; 5; 6 (Karte) | 1930 (Mehrfamilienwohnhaus) | rationalistischer Wohnungsbau um 1930, »Siedlung Briesnitz« architektonisch und städtebaulich bedeutendes Zeugnis des genossenschaftlichen Wohnungsbaus der ersten Hälfte des 20. Jahrhunderts, auch sozialgeschichtlich und ortsgeschichtlich bedeutend Das Wohnhaus Gottfried-Keller-Platz 1–6 ist Teil der Eigenheimsiedlung Briesnitz (siehe Am Lehmberg 6/8). Das aus sechs Häusern bestehende, markante Rundhaus wurde 1930 unter dem Architekten Karl Willy Grunert errichtet. Der mit Lochfassaden im rationalistischen Stil ausgeführte, verputzte Flachdachbau besitzt vier Wohngeschosse (plus Nutzflächen in Sockel- und oberstem Geschoss) und eine Durchfahrt zum Felix-Dahn-Weg. Das Wohngebäude gehört heute zur Eisenbahner-Wohnungsbau-Genossenschaft. Als außergewöhnliches Beispiel eines insbesondere platzprägend wirkenden Wohnbaus der Eigenheimsiedlung Briesnitz ist das Rundhaus Gottfried-Keller-Platz 1–6 baugeschichtlich bedeutend und steht weiterhin wegen seines siedlungsgeschichtlichen Werts unter Denkmalschutz. | 09210896 |
| Weitere Bilder                          | Eigenheimsiedlung Briesnitz-Dresden eGmbH: Hauszeile (mit fünf Eingängen) einer Siedlung | Gottfried-Keller-Platz 8; 9; 10; 11; 12 (Karte) | 1935–1940 (Mehrfamilienwohnhaus) | charakteristischer Wohnungsbau nach 1930, Siedlung architektonisch und städtebaulich bedeutendes Zeugnis des genossenschaftlichen Wohnungsbaus der ersten Hälfte des 20. Jahrhunderts, auch sozialgeschichtlich und ortsgeschichtlich bedeutend Das Wohnhaus Gottfried-Keller-Platz 8–12 ist Teil der Eigenheimsiedlung Briesnitz (siehe Am Lehmberg 6/8). Das aus fünf Häusern bestehende, markante Rundhaus mit erdgeschossigem Laden wurde nach 1935 unter dem Architekten Karl Willy Grunert errichtet. Der dreigeschossige, mit Lochfassaden versehene Putzbau ist, im Gegensatz zu dem ihm gegenüber liegenden flachen Rundhaus, mit einem Steildach versehen. Die Hauseingangs- bzw. Treppenhausachsen sind gestalterisch betont. Das Wohngebäude gehört heute zur Eisenbahner-Wohnungsbau-Genossenschaft. Als außergewöhnliches Beispiel eines insbesondere platzprägend wirkenden Wohnbaus der Eigenheimsiedlung Briesnitz ist das Rundhaus Gottfried-Keller-Platz 8–12 baugeschichtlich bedeutend und steht weiterhin wegen seines siedlungsgeschichtlichen Werts unter Denkmalschutz. | 09210895 |
| Weitere Bilder                          | Gemeindeamt (ehem.) in offener Bebauung, mit Toreinfahrt | Gottfried-Keller-Straße 2 (Karte)               | vor 1900 (Gemeindeamt) | markanter Bau in Ecklage mit historisierender Fassade, von 1900 bis 1905 Gemeindeamt, baugeschichtlich und vor allem ortsgeschichtlich von Bedeutung Von 1900 bis 1905 befand sich das Gemeindeamt Briesnitz in dem markanten, dreigeschossigen Putzbau an der ehemaligen Kirchstraße. Die historistische Fassade des in offener Bebauung errichteten Mietshauses wird hauptsächlich von den hölzernen, vorgestellten Balkonen geprägt. Der noch bis nach 1990 auf der rechten, risalitartig erhöhten Gebäudeecke befindliche Bauschmuck fehlt heute. Das flache Walmdach ist hinter dem breiten Traufgesims aus der Fußgängerperspektive kaum erkennbar. Rückseitig neue verzinkte Anbaubalkone. Von der bauzeitlichen Einfriedung ist noch die aufwändig gestaltete, schmiedeeiserne Toranlage erhalten. Das markante Mietshaus Gottfried-Keller-Straße 2 ist in seiner ehemaligen Funktion als Gemeindeamt von Briesnitz vor allem ortsgeschichtlich von Bedeutung. | 09210885 |
|                                         | Mietshaus in offener Bebauung mit Einfriedung | Gottfried-Keller-Straße 12 (Karte)              | um 1894 (Mietshaus) | mit repräsentativer historisierender Klinkerfassade, anspruchsvoll gestaltetes Wohnhaus, exemplarisch für die späthistoristische Wohnbebauung um 1900, baugeschichtlich bedeutend Das um 1895 in offener Bebauung errichtete Mietshaus Gottfried-Keller-Straße 12 besitzt repräsentative, symmetrische Straßenfronten in Klinker und Werkstein. Die mittleren beiden Fensterachsen des Gebäudes (6/3 Achsen) liegen auf einem übergiebelten Mittelrisalit, der im Obergeschoss mit einem breiten Balkon geschmückt ist. Das auf einem breiten Traufgesims sitzende Dachgeschoss ist ausgebaut und mit Einzel- und Doppelgauben versehen. Auf der Straßenfassade finden sich historisierende Elemente wie Fensterverdachungen, -umrahmungen und -simse, die Seitenfassaden sind ähnlich gestaltet. Die rückwärtigen Holzveranden vermutlich Mitte des 20. Jahrhunderts angesetzt, später überbrückt von einer zusätzlichen Stahlkonstruktion. Die massiven Tor- und Zaunpfosten der Einfriedung sind dezent gestaltet, dazwischen schmiedeeiserne Zaunfelder und Torflügel. Das anspruchsvoll gestaltete Wohnhaus ist aufgrund seiner für die späthistoristische Wohnbebauung um 1900 exemplarischen Aussage baugeschichtlich bedeutsam. | 09210894 |
|                                         | Eigenheimsiedlung Briesnitz-Dresden eGmbH: Einfamilienhaus einer Reihenhausgruppe einer Siedlung | Hammeraue 10 (Karte)                            | 1912–1913 (Reihenhaus) | im Denkmalschutzgebiet »Siedlung Briesnitz«, charakteristisches Kleinwohnungs- und Siedlungshaus nach 1910, Siedlung architektonisch und städtebaulich bedeutendes Zeugnis des genossenschaftlichen Wohnungsbaus der ersten Hälfte des 20. Jahrhunderts, auch sozialgeschichtlich und ortsgeschichtlich bedeutend Das Reihenmittelhaus Hammeraue 10 ist Teil der Eigenheimsiedlung Briesnitz (siehe Am Lehmberg 6/8). Die Reihenhausanlage wurde 1912/13 unter der Architektengemeinschaft Ludloff und Stieger erbaut. Die Haushälfte Nummer 10 zählt zu den wenigen noch ursprünglich erhaltenen Beispielen im Kernbereich der Eigenheimsiedlung. Das schmale Reihenhaus ist verputzt, das ausgebaute Mansarddach mit einer Gaube (Fachwerk) versehen. Hauseingang mit Oberlicht, Fenster im Erdgeschoss mit Klappläden. Als exemplarisches Beispiel für die Reihenhäuser der Eigenheimsiedlung Briesnitz ist die Hammeraue 10 baugeschichtlich bedeutend und steht insbesondere auch wegen ihres siedlungsgeschichtlichen Werts unter Denkmalschutz. | 09218523 |
|                                         | Eigenheimsiedlung Briesnitz-Dresden eGmbH: Dreifachwohnhaus einer Siedlung | Hammeraue 20; 22; 24 (Karte)                    | 1912–1913 (Einfamilienwohnhaus) | im Denkmalschutzgebiet »Siedlung Briesnitz«, charakteristisches Kleinwohnungs- und Siedlungshaus nach 1910, Siedlung architektonisch und städtebaulich bedeutendes Zeugnis des genossenschaftlichen Wohnungsbaus der ersten Hälfte des 20. Jahrhunderts, auch sozialgeschichtlich und ortsgeschichtlich bedeutend Das Reihenhaus Hammeraue 20–24 ist Teil der Eigenheimsiedlung Briesnitz (siehe Am Lehmberg 6/8). Das aus drei Häusern bestehende Reihenhaus, erst bei genauerem Hinsehen von einem Einfamilienhaus zu unterscheiden, entstand 1912/13 unter der Architektengemeinschaft Ludloff und Stieger. Über dem verputzten Erdgeschoss liegt ein bewegtes, ausgebautes Mansardgeschoss (schmales Zwerchhaus hinter Scheindach, Schleppgaube mit Fachwerk, breites Zwerchhaus mit obergeschossigem Erker und Krüppelwalm). Vielgestaltige Fensterformate, auffällig die straßenseitigen Fenster über den eingeschossigen, überdachten Erkern. Stilistische Elemente des traditionellen Wohnungsbaus werden mit den funktional-sachlichen Ansprüchen der Reformarchitektur am Anfang des 20. Jahrhunderts verknüpft. Das Grundstück ist zwischen massiven Pfosten teilweise noch von bauzeittypischen Lattenzaunfeldern abgeschlossen. Das Wohnhaus Hammeraue 20–24 ist als charakteristisches Kleinwohnungs- und Siedlungshaus aus dem Beginn des 20. Jahrhunderts baugeschichtlich bedeutend und steht als ursprünglich erhaltenes Beispiel eines Reihenhauses der Eigenheimsiedlung Briesnitz auch wegen seiner siedlungsgeschichtlichen Bedeutung unter Denkmalschutz. | 09210904 |
|                                         | Eigenheimsiedlung Briesnitz-Dresden eGmbH: Dreifachwohnhaus einer Siedlung | Hammeraue 32; 34; 36 (Karte)                    | 1912–1913 (Einfamilienwohnhaus) | im Denkmalschutzgebiet »Siedlung Briesnitz«, charakteristisches Kleinwohnungs- und Siedlungshaus nach 1910, Siedlung architektonisch und städtebaulich bedeutendes Zeugnis des genossenschaftlichen Wohnungsbaus der ersten Hälfte des 20. Jahrhunderts, auch sozialgeschichtlich und ortsgeschichtlich bedeutend Das Reihenhaus Hammeraue 32–36 ist Teil der Eigenheimsiedlung Briesnitz (siehe Am Lehmberg 6/8). Das aus drei Häusern bestehende Reihenhaus, erst bei genauerem Hinsehen von einem Einfamilienhaus zu unterscheiden, entstand 1912/13 unter der Architektengemeinschaft Ludloff und Stieger. Über dem verputzten Erdgeschoss liegt ein bewegtes, ausgebautes Mansardgeschoss (schmales Zwerchhaus hinter Scheindach, Schleppgaube mit Fachwerk, breites Zwerchhaus mit obergeschossigem Erker und Krüppelwalm). Vielgestaltige Fensterformate, straßenseitig eingeschossige, überdachte Erkern. Stilistische Elemente des traditionellen Wohnungsbaus werden mit den funktional-sachlichen Ansprüchen der Reformarchitektur am Anfang des 20. Jahrhunderts verknüpft. Das Grundstück ist zwischen massiven Pfosten teilweise noch von bauzeittypischen Lattenzaunfeldern abgeschlossen. Das Wohnhaus Hammeraue 32–36 ist als charakteristisches Kleinwohnungs- und Siedlungshaus aus dem Beginn des 20. Jahrhunderts baugeschichtlich bedeutend und steht als ursprünglich erhaltenes Beispiel eines Reihenhauses der Eigenheimsiedlung Briesnitz auch wegen seiner siedlungsgeschichtlichen Bedeutung unter Denkmalschutz. | 09210905 |
|                                         | Wohnhaus in offener Bebauung mit Ausmalung | Heroldstraße 18 (Karte)                         | um 1906 (Wohnhaus) | äußerlich schlichter Bau der Architektur nach 1900, im Treppenhaus einzigartige, flächig und original erhaltene Jugendstilausmalung als Dekorationsmalerei, baugeschichtlich und künstlerisch von Bedeutung Der dreigeschossige Wohnbau wurde um 1906 über rechteckigem Grundriss und in offener Bebauung errichtet. Das äußerlich schlichte, verputzte Wohngebäude besitzt im Treppenhaus eine bemerkenswerte Jugendstilausmalung aus der Entstehungszeit. Derartige Dekorationsmalerei ist äußerst selten und im Fall des hier zu beurteilenden Objektes vom Erd- bis zum zweiten Obergeschoss unverfälscht und ursprünglich erhalten. Dabei gleicht sich keines der Motive in den Medaillons und auch die Blatt- und Blütengebinde sind immer andere. Die Straßenfront mit 6 Fensterachsen (die mittleren 4 zusammengefasst) und die Seitenfronten mit 5 bzw. 3 Achsen, zwischen den Fensterns des 1. und 2. Obergeschosses farblich abgesetzte schlichte Putzspiegel. Alle Fenster mit Naturstein umrahmt. 2013 wurde das Gebäude saniert, in dem Zuge sowohl straßenseitig als auch rückwärtig neue verzinkte Anbaubalkone errichtet. Das repräsentative Wohnhaus Heroldstraße 18 ist baugeschichtlich und durch seine einzigartige, flächig und original erhaltene Jugendstilausmalung auch künstlerisch von Bedeutung. | 09302687 |
|                                         | Mietshaus in offener Bebauung | Herweghstraße 1 (Karte)                         | 1898 (Wohnhaus) | verputzte, historisierende Fassade, markantes Zeugnis der baulichen Entwicklung von Briesnitz in den Jahren um 1900, baugeschichtlich und stadtentwicklungsgeschichtlich von Bedeutung Paul Mähler, Baumeister aus Briesnitz, erstellte für Frau Henriette verehel. Schlösser im Jahr 1895 die Planungen für den Bau eines Mietshauses an der Herweghstraße. Im Dezember 1898 wurde das stattliche, dreigeschossige, in offener Bebauung liegende Wohngebäude fertiggestellt. Die neunachsige, breite Straßenfront ist verputzt und trägt über dem das Erdgeschoss abgrenzenden Gurtgesims in beiden Obergeschossen historisierende Elemente (teilweise detailliert ausgeformte Fensterverdachungen, breite Simse und Putzspiegel). Darüber ein schlichtes Walmdach, der Dachaufbau über dem mittigen Risalit, vermutlich später verändert, trug früher wahrscheinlich die Initialen des Baumeisters. Der rückwärtige Hauseingang liegt zwischen den beiden kurzen Seitenflügeln. Das Wohnhaus Herweghstraße 1 ist ein markantes Zeugnis der baulichen Entwicklung von Briesnitz in den Jahren um 1900 und daher sowohl bau- als auch stadtentwicklungsgeschichtlich von Bedeutung. | 09210860 |
| Weitere Bilder                          | Eigenheimsiedlung Briesnitz-Dresden eGmbH: Wohnhausgruppe aus 3 Mehrfamilienhäusern mit Verbindungstrakten und Einfriedung einer Siedlung | Marktweg 2; 4; 6 (Karte)                        | 1920–1923 (Mehrfamilienwohnhaus) | im Denkmalschutzgebiet »Siedlung Briesnitz«, charakteristisches Kleinwohnungs- und Siedlungshaus der 1920er Jahre, Siedlung architektonisch und städtebaulich bedeutendes Zeugnis des genossenschaftlichen Wohnungsbaus der ersten Hälfte des 20. Jahrhunderts, auch sozialgeschichtlich und ortsgeschichtlich bedeutend Die Wohnanlage Marktweg 2–6 ist Teil der Eigenheimsiedlung Briesnitz (siehe Am Lehmberg 6/8). Das zwischen 1919 und 1923 errichtete, markante Ensemble besteht aus drei zweigeschossigen Wohngebäuden mit ausgebauten Walmdächern, die durch zwei eingeschossige Zwischenbauten (Durchgänge) verbunden sind. Die nur im Erdgeschoss teilweise mit Klappläden versehenen Putzfassaden sind schlicht mit dezenten Fensterumrahmungen. Im Haus Nummer 4 befand sich zeitweilig die Geschäftsstelle der Genossenschaft. Die am geweiteten Straßenraum liegende, städtebaulich markante Anlage ist als charakteristischer Kleinwohnungs- und Siedlungsbau der 1920er Jahre baugeschichtlich bedeutend und steht als ursprünglich erhaltenes Beispiel einer Wohnanlage in der Eigenheimsiedlung Briesnitz insbesondere auch wegen ihrer siedlungsgeschichtlichen Bedeutung unter Denkmalschutz. | 09218533 |
| Direkt Bild zu diesem Denkmal hochladen | Eigenheimsiedlung Briesnitz-Dresden eGmbH: Wohnhaus einer Siedlung | Max-Sachs-Straße 1 (Karte)                      | 1913–1914 (Mehrfamilienwohnhaus) | im Denkmalschutzgebiet »Siedlung Briesnitz«, charakteristisches Kleinwohnungs- und Siedlungshaus nach 1910, Siedlung architektonisch und städtebaulich bedeutendes Zeugnis des genossenschaftlichen Wohnungsbaus der ersten Hälfte des 20. Jahrhunderts, auch sozialgeschichtlich und ortsgeschichtlich bedeutend | 09306654 |
|                                         | Villa mit Garten, Treppenanlage und Einfriedung | Meißner Landstraße 77 (Karte)                   | bezeichnet 1899 (Villa) | heute Pension „Villa Reiche“, repräsentative Klinker-Werkstein-Fassade, veranschaulicht im Zeitverständnis des ausgehenden 19. Jahrhunderts eindrucksvoll die untrennbare gestalterische Einheit des Bautypus Villa mit dem sie umgebenden Garten, baugeschichtlich bedeutend Die hoch über der Meißner Landstraße mit Blick auf die Elbe gelegene, 1899 (Datierung in Wetterfahne) errichtete Villa wird heute unter dem Namen „Villa Reiche“ als Pension betrieben. Die repräsentative Villa überstand beide Weltkriege unbeschadet, verfiel aber später bis in einen fast ruinösen Zustand. Seit ca. 1990 wird das Gebäude sukzessive saniert. Das über unregelmäßigem Grundriss stehende, zweigeschossige Wohnhaus besitzt ein Erdgeschoss in Naturstein, darüber bauzeittypische Klinker-Werkstein-Fassade. Die vielgestaltige Dachfläche setzt sich aus Satteldächern mit Giebeln an Zufahrtsseite sowie am Erkervorbau zur Elbe hin, einem Walmdach über dem rückwärtigen Gebäudeteil und dem hohen Turmaufbau gen Osten zusammen. Außerdem ein runder Erker in Sandstein und weitere Anbauten, zum Teil in Holz. Das Dachtragwerk in den weit auskragenden Dachüberständen, vor allem im Ortgangbereich, verziert. Das Anwesen schließt entlang der Straße mit einer vergleichsweise aufwändigen Einfriedung aus Sockel, massiven Torpfosten und geschwungenen Zaunfeldern aus Metall, teilweise farbig gefasst, ab. Das Villengebäude Meißner Landstraße 77 veranschaulicht im Zeitverständnis des ausgehenden 19. Jahrhunderts eindrucksvoll die untrennbare gestalterische Einheit des Bautypus Villa mit dem sie umgebenden Garten und ist daher baugeschichtlich bedeutend. Im Zusammenhang mit den anderen großen Villengrundstücken entlang der Meißner Landstraße ist das Anwesen auch städtebaulich von Belang. | 09210869 |
|                                         | Ernst’s Heim: Villa mit Garten, Treppenanlage und Einfriedung | Meißner Landstraße 81 (Karte)                   | bezeichnet 1891 (Villa) | ausgesprochen repräsentatives Anwesen des ausgehenden 19. Jahrhunderts, Klinker-Sandstein-Fassaden dominiert von Eckturm und übergiebelten Risaliten, aufwendige Holzzier auch an Rückseite, im sogen. „Altdeutschen Stil“, baugeschichtlich und künstlerisch bedeutend Die Villa mit Namen „Ernst’s Heim“ wurde 1891 (Datierung in Wetterfahne) am Elbhang von Briesnitz errichtet. Ab etwa 1850 kamen zu Altbriesnitz und den Häusern an der Kirche immer mehr Wohnhäuser an der Meißner Landstraße hinzu. Die Klinker-Sandstein-Fassade über massivem Sockelgeschoss wird dominiert von einem Eckturm nach Südosten und übergiebelten Risaliten. Aufwendige Holzzier (Dächer, Eingangsüberdachung, Wintergarten) im sogenannten „Altdeutschen Stil“ auch an der Rückseite des Wohngebäudes, teilweise Fachwerk. Die Einfriedung aus Mauern und auffällig gestalteten massiven Pfosten mit Zaunfeldern und Toranlage aus Metall schließt das Anwesen zur Meißner Landstraße hin ab. Das von der Straße aus über eine breite Treppenanlage erschlossene Villengebäude wird heute vom Landesinnungsverband des Dachdeckerhandwerks Sachsen sowie zu Wohnzwecken genutzt. Das Villengebäude veranschaulicht eindrucksvoll die untrennbare gestalterische Einheit des Bautypus Villa mit dem sie umgebenden Garten. Das ausgesprochen repräsentative Anwesen Meißner Landstraße 81 des ausgehenden 19. Jahrhunderts ist baugeschichtlich und künstlerisch bedeutend. Im Zusammenhang mit den anderen großen Villengrundstücken entlang der Meißner Landstraße ist die Anlage auch städtebaulich von Belang. | 09210867 |
|                                         | Mietvilla | Meißner Landstraße 83 (Karte)                   | 1909 (Mietvilla) | zur Straße durch Hecke begrenzt, schlichter, historisierender Putzbau mit Erkern und ausgebautem Mansarddach, charakteristisches Beispiel der Architekturentwicklung im Mietwohnungsbau am Anfang des 20. Jahrhunderts, baugeschichtlich bedeutend Mit Baugenehmigung von 1909 errichtete der Baumeister Paul Mähler aus Briesnitz als Bauleiter und Ausführender für den Privatus Herrn Gustav Sachse die mächtige Mietvilla an der Grenze zu Kemnitz. Der Putzbau besitzt zwei repräsentative Geschosse über einem etwas niedrigeren Souterraingeschoss, auch das Mansarddach ist ausgebaut. Schmuck und Gliederung der Fassade begrenzen sich auf Fensterrahmungen durch Putzschnitt, einzelne Fensterverdachungen und variierende Fensterformate mit Sprossung. Städtebaulich wirksam ist insbesondere der achteckige, erhöhte, mit reliefartigen Putzspiegeln geschmückte Erker gen Nord. Ein flacher Erker mit darüber liegendem Dachaufbau ebenso an der Straßenfront zur Meißner Landstraße. Laut vorliegenden Planzeichnungen war das Dach ehemals mit einem hohen Dachreiter versehen, dieser ist heute nicht mehr vorhanden. Auch im Bereich der jetzigen Dachflächenfenster saßen früher Dachaufbauten. Von der ursprünglichen Einfriedung sind nur noch Reste (Torpfosten) erhalten. Das markante Villengebäude Meißner Landstraße 83 ist ein charakteristisches Beispiel der Architekturentwicklung im Mietwohnungsbau am Anfang des 20. Jahrhunderts und somit baugeschichtlich bedeutend. Im Zusammenhang mit den anderen großen Villengrundstücken entlang der Meißner Landstraße ist die Anlage auch städtebaulich von Belang. | 09210866 |
| Weitere Bilder                          | St. Marien-Kirche Briesnitz: Kirche mit Ausstattung | Merbitzer Straße 2 (Karte)                      | 1273 erstmals erwähnt (Kirche), 17.–18. Jh. (Epitaph), um 1510 (Reste ehem. Marienaltar), 1595 (Taufe), bezeichnet 1648 (Pfarrerbildnisse) | einschiffige, im Wesentlichen spätgotische Kirche mit hohem Turm im Südwesten, neogotischer Umbau, insbesondere des Inneren und des Turmes, Zeugnis der Kirchenbaukunst vom Mittelalter bis ins 19. Jahrhundert, baugeschichtlich, künstlerisch und landschaftsgestalterisch bedeutend Als ältestes Sakralbauwerk des westlichen Stadtbezirks erhebt sich die heute evangelische Briesnitzer Dorfkirche St. Marien auf einem Plänerkalkhügel über der Elbe. Die Kirche wurde 1273 erstmals erwähnt und 1474 zu einem flachgedeckten Saalbau mit Westturm umgebaut. 1881/82 erfuhr die Kirche einen massiven Umbau im neogotischen Stil nach Plänen von Gotthilf Ludwig Möckel (1838–1915). Dabei gelang es, in das Schiff trotz seiner eigentlich unzureichenden Höhe ein Gewölbe einzuziehen. Der 76 m hohe, neugotische Turmabschluss mit Ecktürmen und Bogengalerie wurde dabei gegen den Widerstand des Architekten errichtet. Die einschiffige Kirche ist als Bruchsteinbau mit eingezogenem Chor mit 5/8-Schluss, Satteldach und zwei Reitern aufgeführt. Auf spätgotischem Unterbau wurde 1602 der Turm mit Vorhangbogenfenstern errichtet. An die Kirche schließt südlich eine Vorhalle aus spätgotischer Zeit mit Kreuzgratgewölbe und Portal an. Das Kircheninnere bzw. die liturgischen Gegenstände (Altar, Kanzel etc.) und Interieurteile erhielten beim Umbau 1881/82 eine einheitliche, historisierende Gestaltung, so dass ein geschlossenes Gesamtbild erreicht wurde. Die Farbglasfenster im Chor wurden nach dem Entwurf von Möckel durch H. Bähr 1883 ausgeführt. Restaurierungen sind für die Jahre 1979–83 und 1995 belegt. St. Marien ist als Zeugnis der Kirchenbaukunst vom Mittelalter bis ins 19. Jahrhundert baugeschichtlich, künstlerisch und im Zusammenhang mit dem sie umgebenden Kirchhof auch landschaftsgestalterisch bedeutend. Als Teil des historischen Dorfkerns von Briesnitz besitzt sie zudem ortsgeschichtlichen Wert. | 09210893 |
| Weitere Bilder                          | Einzeldenkmale der Sachgesamtheit Innerer Briesnitzer Friedhof: Feierhalle, denkmalwerte Grabstätten, zwei Kriegerdenkmale, sowie Einfriedungsmauern und Einfriedungszäune einschließlich Toren, Pforten und Ziergittern (siehe auch Obj. 09305080) | Merbitzer Straße 2 (Karte)                      | 1895 (Feierhalle), bezeichnet 1921 (Kriegerdenkmal 1. Weltkrieg), 1933 (Kriegerdenkmal 2. Weltkrieg)                                       | anschauliche Zeugnisse der Sepulkralarchitektur insbesondere des 19. und 20. Jahrhunderts, manche Gräber erinnern an bedeutsame Persönlichkeiten des Ortes, leicht erhöhte Anlage mit Briesnitzer Kirche weithin sichtbar, baugeschichtlich, landschaftsgestalterisch und ortsgeschichtlich bedeutend Die heute meist als „Innerer Briesnitzer Friedhof“ bezeichnete Begräbnisstätte an der Merbitzer Straße entstand aus dem alten Kirchhof um die Kirche St. Marien. Hier wurden die verstorbenen Gemeindemitglieder der gesamten, aus 26 Orten bestehenden Briesnitzer Parochie beerdigt. An den erforderlichen Transport der Toten aus den umliegenden Dörfern erinnern umgangssprachliche Wegbezeichnungen wie Oberer Leichenweg und Ockerwitzer Leichenweg. Die Friedhofsanlage wurde mehrfach vergrößert und um Plänermauern ergänzt. Heute wird die ca. 1,8 ha große Anlage von Einfriedungsmauer und -zäunen einschließlich vier Eingangstoren und Ziergittern umschlossen. Erwähnenswert die Erweiterung nach Norden um 1910, in welcher sich unter anderem ein Kriegerdenkmal für die Gefallenen des 1. Weltkrieges befindet. Der als Sachgesamtheit geschützte „Innere Briesnitzer Friedhof“ ist in seiner gewachsenen funktionellen und gestalterischen Einheit mit Feierhalle (1896), den Grabfeldern A – K2, zahlreichen denkmalwerten Grabstätten und zwei Kriegerdenkmalen (die jüngere, monumentale Anlage mit Einfassungsmauern, Treppenanlagen, Hecken und Baumreihen) bau- und ortsgeschichtlich bedeutend. Mit seinem gliedernden Wegesystem, der struktur- und raumbildenden Bepflanzung und interessanten Blickbeziehungen in die Elblandschaft besitzt der Friedhof auch gartenkünstlerischen sowie landschaftsgestalterischen Wert. | 09218508 |
| Weitere Bilder                          | Sachgesamtheit Innerer Briesnitzer Friedhof | Merbitzer Straße 2 (Karte)                      | um 1273 (Friedhof) | Friedhof in seiner gewachsenen funktionellen und gestalterischen Einheit mit folgenden Einzeldenkmalen: der Feierhalle, den denkmalwerten Grabstätten, zwei Kriegerdenkmalen sowie Einfriedungsmauern und Einfriedungszäunen einschließlich Toren, Pforten und Ziergittern (siehe Obj. 09218508), den besonders ausgestalteten Grabfeldern A–K2 (Sachgesamtheitsteile), des Weiteren Friedhofsgestaltung (Gartendenkmal) anschauliches Zeugnis der Sepulkralarchitektur insbesondere des 19. und 20. Jahrhunderts, mit gliederndem Wegesystem, struktur- und raumbildender Bepflanzung und Blickbeziehungen in die Elblandschaft, leicht erhöhte Anlage mit Briesnitzer Kirche weithin sichtbar, manche Gräber erinnern an bedeutsame Persönlichkeiten des Ortes, baugeschichtlich, gartenkünstlerisch, landschaftsgestalterisch und ortsgeschichtlich bedeutend Die heute meist als „Innerer Briesnitzer Friedhof“ bezeichnete Begräbnisstätte an der Merbitzer Straße entstand aus dem alten Kirchhof um die Kirche St. Marien. Hier wurden die verstorbenen Gemeindemitglieder der gesamten, aus 26 Orten bestehenden Briesnitzer Parochie beerdigt. An den erforderlichen Transport der Toten aus den umliegenden Dörfern erinnern umgangssprachliche Wegbezeichnungen wie Oberer Leichenweg und Ockerwitzer Leichenweg. Die Friedhofsanlage wurde mehrfach vergrößert und um Plänermauern ergänzt. Heute wird die ca. 1,8 ha große Anlage von Einfriedungsmauer und -zäunen einschließlich vier Eingangstoren und Ziergittern umschlossen. Erwähnenswert die Erweiterung nach Norden um 1910, in welcher sich unter anderem ein Kriegerdenkmal für die Gefallenen des 1. Weltkrieges befindet. Der als Sachgesamtheit geschützte „Innere Briesnitzer Friedhof“ ist in seiner gewachsenen funktionellen und gestalterischen Einheit mit Feierhalle (1896), den Grabfeldern A – K2, zahlreichen denkmalwerten Grabstätten und zwei Kriegerdenkmalen (die jüngere, monumentale Anlage mit Einfassungsmauern, Treppenanlagen, Hecken und Baumreihen) bau- und ortsgeschichtlich bedeutend. Mit seinem gliedernden Wegesystem, der struktur- und raumbildenden Bepflanzung und interessanten Blickbeziehungen in die Elblandschaft besitzt der Friedhof auch gartenkünstlerischen sowie landschaftsgestalterischen Wert. | 09305080 |
| Weitere Bilder                          | Mietshaus in Ecklage und offener Bebauung | Merbitzer Straße 2a (Karte)                     | um 1900 (Mietshaus) | zeittypische Klinker-Werkstein-Fassade mit historisierenden Schmuck- und Gliederungselementen, ausgebautes Mansarddach, baugeschichtlich bedeutend Das zweigeschossige, um 1900 errichtete Mietshaus liegt in Ecklage und offener Bebauung am Fuße des Briesnitzer Kirchbergs. Der mit einer zeittypischen Klinker-Werkstein-Fassade versehene Baukörper besitzt ein ausgebautes Mansarddach. Die Kreuzung Merbitzer Straße und Alte Meißner Landstraße wird über der abgeflachten, mit Balkonen versehenen Gebäudeecke durch einen massiven Dachaufbau in Klinker-Werkstein sowie ein hohes Walmdach betont. Zahlreiche charakteristische, historisierende Schmuck- und Gliederungselemente finden sich an der Fassade. Im Obergeschoss sind die Fenster mit Fenstersimsen und rundbogigen, roten Klinker-Werkstein-Akzentuierungen versehen, über den Fensteröffnungen im Erdgeschoss korbbogige Klinker-Werkstein-Stürze. Geschosstrennungen durch Gurtgesimse, im Obergeschoss in Verbindung mit tiefem Traufgesims. Das Mietshaus Merbitzer Straße 2a ist baugeschichtlich und aufgrund seiner Ecklage am Beginn der Merbitzer Straße auch städtebaulich bedeutend | 09210891 |
|                                         | Pfarrhaus (ehem.) mit Einfriedungs- und Stützmauer | Merbitzer Straße 4 (Karte)                      | bezeichnet 1818 (Pfarrhaus) | am Inneren Briesnitzer Friedhof, heute Wohnhaus, Obergeschoss zum Teil mit Fachwerk, Beispiel gehobener ländlicher Architektur der 1. Hälfte des 18. Jahrhunderts, baugeschichtlich und ortsgeschichtlich bedeutend Das mit 1818 bezeichnete, langgestreckte Wohnhaus liegt, gemäß seiner ursprünglichen Funktion als Pfarrhaus, in offener Bebauung direkt am „Inneren Briesnitzer Friedhof“. Die Einfriedungsmauern aus Naturstein stützen entlang der Merbitzer Straße den Kirchberg. Über einem massiven Erdgeschoss liegt das teilweise in Fachwerk erstellte Obergeschoss. Das Satteldach mit Krüppelwalm ist zu Wohnzwecken ausgebaut. Neben dem Fachwerk tragen zwei regionaltypische Rundbogenfenster im Giebel und die schlichten Fensterumrahmungen zur äußerlichen Gestaltung des imposanten Gebäudes bei. Der Hauseingang ist mit Schlussstein versehen. Das Wohnhaus Merbitzer Straße 4 ist als Beispiel gehobener ländlicher Architektur der 1. Hälfte des 18. Jahrhunderts baugeschichtlich bedeutend und besitzt nicht zuletzt aufgrund seiner Funktion als ehemaliges Pfarrhaus auch ortsgeschichtlichen Wert. | 09210881 |
|                                         | Mietshaus in offener Bebauung | Merbitzer Straße 5 (Karte)                      | um 1890 (Mietshaus) | Putzbau mit neoklassizistischen Zügen, Sachzeuge des repräsentativen Wohnungsbaus des ausgehenden 19. Jahrhunderts, von baugeschichtlichem Wert Das prägnante, dreigeschossige Mietshaus entstand vermutlich um 1890 in heterogener Umgebung an der Merbitzer Straße. Durch die verwendeten Stilmittel trägt der Bau neoklassizistische Züge. Die strenge, symmetrische Putzfassade aus sechs Fensterachsen, zwei davon in mittigem Risalit, wird durch einzelne historisierende Schmuck- und Gliederungselemente (Gurtgesims über Erdgeschoss, Fensterumrahmungen und im 1. Obergeschoss auch -verdachungen, Putzquaderung an den Gebäudeecken) gestaltet. Im flachen Walmdach mittig über der Straßenfront eine geschmückte Gaube. Die Seitenfassaden schlichter mit nur zwei Fensterachsen, an der rückwärtigen Gebäudeseite ist das Treppenhaus etwas ausgerückt. Als Sachzeuge des repräsentativen Wohnungsbaus des ausgehenden 19. Jahrhunderts besitzt das Mietshaus Merbitzer Straße 5 baugeschichtlichen Wert. | 09210882 |
|                                         | Neue Schule Briesnitz; 76. Grund- und Mittelschule: Komplex aus zwei Schulgebäuden, Turnhalle und Stützmauer | Merbitzer Straße 9 (Karte)                      | bezeichnet 1880 (Schule), 1908–1909 (Schule), 1903 (Schulturnhalle)                                                                        | Schulgebäude von 1880, erweitert 1893–1894 und 1898, sowie ein weiteres Gebäude von 1908–1909, erweitert 1993–1994, schlichte Bauten mit Putzquaderung und Stuckreliefs, Schulkomplex zeigt in anschaulicher Weise baugeschichtliche Entwicklung eines historischen Schulstandortes vom ausgehenden 19. Jahrhundert bis zur heutigen Zeit, baugeschichtlich und ortsgeschichtlich von Bedeutung Als kirchlicher Mittelpunkt war Briesnitz auch Schulort für zahlreiche Dörfer der Umgebung. Bis in die 2. Hälfte des 19. Jahrhunderts diente das heutige Wohnhaus Meißner Landstraße 67 als Schulhaus. An der Merbitzer Straße errichtete Briesnitz im Jahr 1880 ein neues Schulhaus (heute 76. Grund- und Mittelschule), das aufgrund des stetigen Bevölkerungswachstums in den nachfolgenden Jahren mehrmals, zuletzt 1908–1909 sogar um ein eigenständiges Gebäude erweitert wurde. Der ursprüngliche, zweigeschossige und mit Putzquaderung sowie schlichten Fensterumrahmungen versehene ältere Schulbau (datiert im Schlussstein über dem Haupteingang im übergiebelten Mittelrisalit) wurde schon 1893–1894 durch einen Flügel mit weiteren Klassenzimmern (an der Merbitzer Straße) vergrößert. Nur 10 Jahre später folgte unter Baumeister Mähler der ähnlich gestaltete Gartenflügel. Die ebenfalls unter Mähler errichtete, eingeschossige Turnhalle mit Krüppelwalmdach wurde im August 1903 festlich eingeweiht. 1908–09 entstand nach Plänen der Gebrüder Kiessling aus Radebeul-Kötzschenbroda auf dem Schulgelände ein weiteres, für damalige Zeiten sehr modernes Schulgebäude mit sieben Klassenzimmern, einem Zeichensaal, Kochschule und Wannenbad. Das dreigeschossige Walmdachgebäude, 1993–1994 nach Süden verlängert, besitzt zu beiden Seiten einen auffälligen, etwas gedrungen wirkenden Eingangsvorbau mit figürlichen bzw. ornamentalen Stuckreliefs. Der Schulkomplex zeigt in anschaulicher Weise die baugeschichtliche Entwicklung eines historischen Schulstandortes vom ausgehenden 19. Jahrhundert bis zur heutigen Zeit. Die Schulbauten sind daher bau- und ortsgeschichtlich von Bedeutung. | 09210883 |
|                                         | Mietshaus in Ecklage und offener Bebauung | Merbitzer Straße 11 (Karte)                     | bezeichnet 1909 (Mietshaus) | schlichter Putzbau mit historisierenden Gestaltungselementen, baugeschichtlich von Bedeutung Das mit 1909 und den Initialen G.M. bezeichnete Mietshaus steht an der Kreuzung Merbitzer Straße und Schulberg. Das über abgewinkeltem Grundriss liegende, zweigeschossige Wohngebäude besitzt ein ausgebautes Mansarddach mit Einzel- und Doppelgauben. Entsprechend der städtebaulichen Situation ist die Gebäudeecke turmartig überhöht und durch ein Zeltdach betont. Einzelne historisierende Gestaltungselemente (Fensterverdachungen, -simse, Putzspiegel, Gesimse) besetzen die relativ schlichte Putzfassade. Das Mietshaus Merbitzer Straße 11 ist baugeschichtlich und aufgrund seiner Ecklage auch städtebaulich von Bedeutung. | 09210856 |
|                                         | Mietshaus mit Einfriedung in offener Bebauung | Merbitzer Straße 14 (Karte)                     | um 1900 (Mietshaus) | Klinkergebäude mit flachem Walmdach, charakteristisches und weitgehend ursprünglich erhaltenes Zeugnis des späthistoristischen Mietwohnungsbaus um 1900, baugeschichtlich von Bedeutung Bei dem Mietshaus Merbitzer Straße 14 handelt es sich um ein zweigeschossiges Klinkergebäude über annähernd quadratischem Grundriss mit flachem Walmdach. Ziersteine auf den Dachgraten schmücken die Dachfläche. Die gestaffelte Straßenfront aus vier Fensterachsen wird im Bereich der zwei mittleren Fensterachsen von einer auch an der Dachkonstruktion profilierten Gaube betont. Relativ schlichter, historisierender Bauschmuck (Fensterumrahmungen und -verdachungen) sowie einzelne Werksteine an den Gebäudeecken gliedern die Fassaden. Der seitliche Hauseingang mit einem Holzvorbau versehen. Die von der Straße etwas zurückgesetzte, hohe, detailreiche Einfriedung aus Metall, teilweise auf massivem Sockel und an der zweiflügeligen Toranlage mit massivem Torpfosten, steht in funktionalem und gestalterischem Zusammenhang mit dem Wohnhaus. Das Mietsgebäude ist ein charakteristisches und weitgehend ursprünglich erhaltenes Zeugnis des späthistoristischen Mietwohnungsbaus um 1900 und daher baugeschichtlich von Bedeutung. | 09210858 |
| Weitere Bilder                          | Friedhofskapelle | Merbitzer Straße 21 (Karte)                     | um 1890 (Friedhofskapelle) | bildet Auftakt und die gestalterische Mitte des Äußeren Briesnitzer Friedhof, Putzbau mit hohem Dreiecksgiebel im Rundbogenstil des 19. Jahrhunderts mit Formen des Klassizismus, baugeschichtlich von regionaler Bedeutung, als historisches Zeugnis für Briesnitz auch ortsgeschichtlich bedeutend Um die Mitte des 19. Jahrhunderts nahm die Zahl der Einwohner von Briesnitz und den anderen eingepfarrten Dörfern sehr stark zu. Es mangelte an Platz für Grabstätten auf dem alten Friedhof an der Briesnitzer St.-Marien-Kirche, daher wurde 1879 an der Merbitzer Straße ein neuer Friedhof angelegt. Der sog. „Äußere Briesnitzer Friedhof“ erhielt um 1890 eine Friedhofskapelle, die durch ihren Standort gleichermaßen den Auftakt und die gestalterische Mitte des Friedhofs bildet. Der eingeschossige Putzbau mit hohem Dreiecksgiebel wird seitlich von zwei niedrigeren Seitenflügeln flankiert. Das Gebäude ist in seiner Kubatur symmetrisch angelegt und verbindet stilistisch den Rundbogenstil des 19. Jahrhunderts mit Formen des Klassizismus. Natursteingefasste Gewände an Fenster- und Türöffnungen, pilasterartige Säulenstellungen am Mittelbau und der Einsatz von farbigem Glas verstärken den repräsentativen Charakter der Kapelle. Die Kapelle des evangelisch-lutherischen Friedhofs von Briesnitz ist als charakteristisches Beispiel des beschriebenen Baustils baugeschichtlich von regionaler Wertigkeit. Zudem ist sie als historisches Zeugnis für Briesnitz auch ortsgeschichtlich bedeutend. | 09210903 |
|                                         | Eigenheimsiedlung Briesnitz-Dresden eGmbH: Wohnhausgruppe aus 3 Mehrfamilienhäusern einer Siedlung | Roquettestraße 47; 49; 51 (Karte)               | 1924–1927 (Mehrfamilienwohnhaus) | charakteristisches Kleinwohnungs- und Siedlungshaus der 1920er Jahre, Siedlung architektonisch und städtebaulich bedeutendes Zeugnis des genossenschaftlichen Wohnungsbaus der ersten Hälfte des 20. Jahrhunderts, auch sozialgeschichtlich und ortsgeschichtlich bedeutend Die Wohnanlage Roquettestraße 47–51 ist Teil der Eigenheimsiedlung Briesnitz (siehe Am Lehmberg 6/8). Das 1924–27 errichtete, markante Wohngebäude liegt mit seinem dreigeschossigen Hauptbaukörper und den beiden zweigeschossigen Flügeln über U-förmigem Grundriss. Die mittige Treppenhausachse ist durch einen auffälligen Risalit mit flachem Abschluss betont. Die gesprossten Fenster sind durch dazwischenliegende Klinkerfelder zu Fensterbändern zusammengefasst, Klinkerflächen betonen auch den Hauseingang, restliche Fassade verputzt. Die vermutlich nicht ausgebauten Walmdächer tragen teilweise expressionistische, dreiecksförmige Gauben. Die markante Wohnanlage ist als charakteristischer Kleinwohnungs- und Siedlungsbau der 1920er Jahre baugeschichtlich bedeutend und steht als ursprünglich erhaltenes Beispiel einer Wohnanlage in der Eigenheimsiedlung Briesnitz insbesondere auch wegen ihrer siedlungsgeschichtlichen Bedeutung unter Denkmalschutz. | 09210901 |
|                                         | Mietvilla | Roquettestraße 53 (Karte)                       | bezeichnet 1899 (Mietvilla) | historisierender und repräsentativer Mietvillenbau vom Ende des 19. Jh., Putzfassade mit Jugendstilelementen, Ansicht durch Eckerker, Loggia, Balkon und Gauben belebt, weitgehend bauzeitlich erhalten, exemplarisches bauliches Zeugnis der Architektur um 1900, von baugeschichtlicher Bedeutung An den drei Schauseiten zieren diverse, unterschiedlich ausgestaltete Risalite die im Jahr 1899 (Datierung Wetterfahne) an der Roquettestraße errichtete Mietvilla. Die bewegte Kubatur wird weiterhin durch diverse An- und Aufbauten (zweigeschossiger Erker über Eck, Loggia mit mächtiger Säule und darüber Balkon, Erker mit spitzem Zeltdach im Obergeschoss, Gauben) erreicht. Das Gebäude vereint in seinem Fassadenaufbau und der Fassadengestaltung stilistische Formen des Jugendstils mit historisierenden Elementen. In der Putzfassade verschiedene Fensterformate, die Fensterumrahmungen und Gesimse etwas schlichter. Augenscheinlich sind teilweise noch die bauzeitlichen Fenster, manche mit auffälliger Sprossung im Oberlicht, erhalten. Eine ebenso gestalterisch bewegte Einfriedung aus massivem Sockel und Pfosten sowie (vermutlich erneuerten) Metallzaunfeldern schließt das Grundstück zur Straße ab. Als weitgehend ursprünglich erhaltenes und exemplarisches bauliches Zeugnis der Architektur um 1900 in Dresden ist das Mietshaus Roquettestraße 53 von baugeschichtlicher Bedeutung. | 09210899 |
|                                         | Mietshaus mit Einfriedung in offener Bebauung | Roquettestraße 68 (Karte)                       | um 1900 (Mietshaus) | historisierender Putzbau der Jahrhundertwende, geprägt von Mittelrisalit und hölzernen Loggien, weitgehend bauzeitlich erhalten, exemplarisches bauliches Zeugnis der Architektur um 1900, von baugeschichtlicher Bedeutung Das durch seine auffälligen, hölzernen Loggienaufbauten würfelförmig wirkende, dreigeschossige Mietshaus wurde um 1900 in offener Bebauung errichtet. Die Straßenfront bestimmt, abgesehen von den fein ausgestalteten, offenen, nur an der kurzen Seite als Windschutz mit Farbverglasungen versehenen Loggien, ein mittiger, übergiebelter Risalit über zwei Fensterachsen. Die Putzfassaden sind, bis auf einige historisierende Elemente (Fensterumrahmungen, -simse, Gurt- und Traufgesims) schlicht, besondere Akzentuierung erfahren nur einzelne Fensteröffnungen durch rote Klinkerbögen. Das flache Walmdach ist vermutlich nicht ausgebaut. Die vergleichsweise aufwändig gestaltete Einfriedung aus massivem Sockel und am Kopf profilierten Pfosten mit schmiedeeisernen Zaunfeldern ist zum Großteil erhalten und bildet mit dem Wohnhaus eine gestalterische Einheit. Die qualitätvolle Mietvilla Roquettestraße 68 ist baugeschichtlich von Bedeutung. | 09210900 |
|                                         | Eigenheimsiedlung Briesnitz-Dresden eGmbH: Doppelwohnhaus einer Siedlung | Schulberg 1; 3 (Karte)                          | 1927 (Doppelwohnhaus) | im Denkmalschutzgebiet »Siedlung Briesnitz«, charakteristisches Kleinwohnungs- und Siedlungshaus der 1920er Jahre, Siedlung architektonisch und städtebaulich bedeutendes Zeugnis des genossenschaftlichen Wohnungsbaus der ersten Hälfte des 20. Jahrhunderts, auch sozialgeschichtlich und ortsgeschichtlich bedeutend Das Doppelhaus Schulberg 1/3 ist Teil der Eigenheimsiedlung Briesnitz (siehe Am Lehmberg 6/8). Das langgestreckte Wohnhaus über rechteckigem Grundriss entstand um 1930 unter dem Architekten Karl Willy Grunert und begleitet zusammen mit seinen Nachbargebäuden den der Topographie folgenden Straßenverlauf. Über dem dreigeschossigen, straßenseitig etwas vorspringenden Mittelbau (6 Achsen, davon die beiden äußeren Treppenhäuser) liegt ein geschlossenes Walmdach mit einzelnen Dreiecksgauben. Seitlich daran anschließend niedrigere zweigeschossige Flügel über zwei Fensterachsen, auch darüber ein nicht ausgebautes Walmdach. Die Fenster von schmalen, farbig abgesetzten Putzfaschen umrahmt, die schlichte Putzfassade ansonsten durch einzelne Klappläden sowie Natursteinflächen an den Sockeln belebt, die Hauseingänge mit auffälligen, gestaffelten Verdachungen aus Naturstein betont. Das charakteristische Kleinwohnungs- und Siedlungshaus der 1920/30er Jahre ist baugeschichtlich bedeutend und steht als ursprünglich erhaltenes Beispiel eines Doppelhauses im Geschosswohnungsbau der Eigenheimsiedlung Briesnitz auch wegen seiner siedlungsgeschichtlichen Bedeutung unter Denkmalschutz. | 09210897 |
|                                         | Eigenheimsiedlung Briesnitz-Dresden eGmbH: Doppelwohnhaus einer Siedlung | Schulberg 5; 7 (Karte)                          | 1927 (Doppelwohnhaus) | im Denkmalschutzgebiet »Siedlung Briesnitz«, charakteristisches Kleinwohnungs- und Siedlungshaus der 1920er Jahre, Siedlung architektonisch und städtebaulich bedeutendes Zeugnis des genossenschaftlichen Wohnungsbaus der ersten Hälfte des 20. Jahrhunderts, auch sozialgeschichtlich und ortsgeschichtlich bedeutend | 09218506 |
|                                         | Eigenheimsiedlung Briesnitz-Dresden eGmbH: Doppelwohnhaus einer Siedlung | Schulberg 9; 11 (Karte)                         | 1927 (Doppelwohnhaus) | im Denkmalschutzgebiet »Siedlung Briesnitz«, charakteristisches Kleinwohnungs- und Siedlungshaus der 1920er Jahre, Siedlung architektonisch und städtebaulich bedeutendes Zeugnis des genossenschaftlichen Wohnungsbaus der ersten Hälfte des 20. Jahrhunderts, auch sozialgeschichtlich und ortsgeschichtlich bedeutend | 09218535 |
|                                         | Eigenheimsiedlung Briesnitz-Dresden eGmbH: Doppelwohnhaus einer Siedlung | Schulberg 13; 15 (Karte)                        | 1927 (Doppelwohnhaus) | im Denkmalschutzgebiet »Siedlung Briesnitz«, charakteristisches Kleinwohnungs- und Siedlungshaus der 1920er Jahre, Siedlung architektonisch und städtebaulich bedeutendes Zeugnis des genossenschaftlichen Wohnungsbaus der ersten Hälfte des 20. Jahrhunderts, auch sozialgeschichtlich und ortsgeschichtlich bedeutend Das Doppelhaus Schulberg 13/15 ist Teil der Eigenheimsiedlung Briesnitz (siehe Am Lehmberg 6/8). Das langgestreckte Wohnhaus über rechteckigem Grundriss entstand um 1930 unter dem Architekten Karl Willy Grunert und begleitet zusammen mit seinen Nachbargebäuden den der Topographie folgenden Straßenverlauf. Über den zweigeschossigen, in Höhenlage gestaffelten Doppelhaushälften liegt ein geschlossenes Walmdach mit Fledermausgauben, dabei die äußeren beiden Fensterachsen jeweils leicht vorspringend. Die Fenster von schmalen, farbig abgesetzten Putzfaschen umrahmt, die schlichte Putzfassade ansonsten nur durch einzelne Klappläden sowie Natursteinflächen an den Sockeln belebt, die Hauseingänge mit auffälligen, gestaffelten Verdachungen aus Naturstein betont. Das charakteristische Kleinwohnungs- und Siedlungshaus der 1920/30er Jahre ist baugeschichtlich bedeutend und steht als ursprünglich erhaltenes Beispiel eines Doppelhauses im Geschosswohnungsbau der Eigenheimsiedlung Briesnitz auch wegen seiner siedlungsgeschichtlichen Bedeutung unter Denkmalschutz. mit Jehmlich-Orgel | 09210890 |
|                                         | Villa mit Verandaanbau und Hintergebäude sowie Einfriedung | Seußlitzer Straße 3; 3a (Karte)                 | um 1900 (Villa) | rote Klinkerfassade strukturiert und akzentuiert durch gelbe und weiße Klinkergliederungen, aufwändig gestaltete historisierenden Fensterumrahmungen und -verdachungen, durch dreigeschossigen Turm und Verandaanbau auffälliges Erscheinungsbild, in seiner gestalterischen Ausprägung als singulär zu bezeichnendes Zeugnis des Villenbaus nach 1890 in Dresden, baugeschichtlich von Bedeutung Die Villa Seußlitzer Straße 3 besitzt durch ihren dreigeschossigen Turm ein auffälliges Erscheinungsbild. Der ansonsten zweigeschossige Bau besitzt ein schlichtes, verputztes Erdgeschoss. Die rote Klinkerfassade des ersten Obergeschosses und des Turms ist, neben teilweise aufwändig gestalteten historisierenden Fensterumrahmungen und -verdachungen, durch gelbe und weiße Klinkergliederungen akzentuiert. Das Gebäude besitzt, abgesehen vom Walmdach des Turms, ein Satteldach mit zwei Giebeln nach Nordost bzw. Südost (letzterer komplett verputzt), im Dach rundbogige Einzel- und Doppelgauben. Der eingeschossige, mit flachem Dach versehene Anbau weist in der Ausfachung seines verzierten Holztragwerks farbige Klinker auf. Das zweigeschossige, massive Hintergebäude (Nummer 3a) wird heute auch zu Wohnzwecken genutzt. Einfriedung aus Klinkermauern, massiven Pfosten sowie Zaunfeldern und Toranlage aus Metall. In vier Zaunfeldern der bauzeitlichen Einfriedung findet sich die Datierung 1892, in den Torflügeln werden die Initialen „F F“ aufgeführt. Die Villa ist ein sehr markantes, in seiner gestalterischen Ausprägung als singulär zu bezeichnendes Zeugnis des Villenbaus nach 1890 in Dresden und daher baugeschichtlich von Bedeutung. | 09210887 |
|                                         | Eigenheimsiedlung Briesnitz-Dresden eGmbH: Einfamilienhaus einer Siedlung | Sonnenlehne 1 (Karte)                           | 1915–1916 (Einfamilienwohnhaus) | im Denkmalschutzgebiet »Siedlung Briesnitz«, charakteristisches Kleinwohnungs- und Siedlungshaus nach 1910, Siedlung architektonisch und städtebaulich bedeutendes Zeugnis des genossenschaftlichen Wohnungsbaus der ersten Hälfte des 20. Jahrhunderts, auch sozialgeschichtlich und ortsgeschichtlich bedeutend Das Wohnhaus Sonnenlehne 1 ist Teil der Eigenheimsiedlung Briesnitz (siehe Am Lehmberg 6/8). Das giebelständig zur Sonnenlehne stehende Einfamilienhaus wurde vermutlich in den Jahren 1916–18 im Zuge der Nachverdichtung der schon fertig gestellten Straßen errichtet. Der eingeschossige Putzbau mit ausgebautem, abgewalmtem Mansarddach besitzt an der Traufseite zum Borngraben einen zweigeschossigen, übergiebelten Erker. Die schlichten Fassaden nur durch einzelne Klappläden belebt, auffällig an der Sonnenlehne ein Scheindach auf Traufhöhe. Das Einfamilienhaus ist als charakteristischer Kleinwohnungs- und Siedlungsbau vom Beginn des 20. Jahrhunderts baugeschichtlich bedeutend und steht als exemplarisches Beispiel für die freistehenden Eigenheime der Siedlung Briesnitz insbesondere auch wegen seiner siedlungsgeschichtlichen Bedeutung unter Denkmalschutz. | 09218556 |
|                                         | Eigenheimsiedlung Briesnitz-Dresden eGmbH: Einfamilienhaus einer Siedlung | Sonnenlehne 3 (Karte)                           | 1912–1913 (Einfamilienwohnhaus) | im Denkmalschutzgebiet »Siedlung Briesnitz«, charakteristisches Kleinwohnungs- und Siedlungshaus nach 1910, Siedlung architektonisch und städtebaulich bedeutendes Zeugnis des genossenschaftlichen Wohnungsbaus der ersten Hälfte des 20. Jahrhunderts, auch sozialgeschichtlich und ortsgeschichtlich bedeutend Das Wohnhaus Sonnenlehne 3 ist Teil der Eigenheimsiedlung Briesnitz (siehe Am Lehmberg 6/8). Das Einfamilienhaus entstand 1912/13 unter der Architektengemeinschaft Ludloff und Stieger. Durch die seitlichen großen, ähnlich dem Hauptbaukörper gestalteten Zwerchhäuser ist die Giebelständigkeit des verputzten Wohngebäude kaum wahrzunehmen. Ausgebautes Mansardgeschoss über dem durch einen Eckerker noch erweiterten Erdgeschoss. Die schlichte Fassade nur durch Klappläden belebt. Das Einfamilienhaus ist als charakteristischer Kleinwohnungs- und Siedlungsbau vom Beginn des 20. Jahrhunderts baugeschichtlich bedeutend und steht als exemplarisches Beispiel für die freistehenden Eigenheime der Siedlung Briesnitz insbesondere auch wegen seiner siedlungsgeschichtlichen Bedeutung unter Denkmalschutz. | 09218509 |
|                                         | Mietshaus in offener Bebauung und Einfriedung | Weistropper Straße 9 (Karte)                    | Anfang 20. Jh (Mietshaus) | Putzbau mit Jugendstilmotiven, baugeschichtlich von Bedeutung Das dreigeschossige Mietshaus wurde Anfang des 20. Jahrhunderts an der Weistropper Straße in offener Bebauung errichtet. Der Putzbau weist neben einem umlaufenden Gurtband und Fensterumrahmungen auf allen Gebäudeseiten an der Straßenfront Jugendstilmotive auf (Putzspiegel mit floralen Motiven). Die farblich abgesetzte Gliederung in grober Putzstruktur zieht sich auch über die südöstliche Seitenfront. Vier der sechs Fensterachsen sind straßenseitig in einem Mittelrisalit mit gerundetem Abschluss, darin ein rundbogiges Drillingsfenster, zusammengefasst. Teile der bauzeitlichen, gestalterisch mit dem Wohngebäude in Einklang stehenden Zaunanlage (Metall) und die massiven Torpfosten sind erhalten. Das Mietshaus Weistropper Straße 9 ist baugeschichtlich für die Stadt Dresden von Bedeutung. | 09210864 |
|                                         | Eigenheimsiedlung Briesnitz-Dresden eGmbH: Einfamilienhaus einer Siedlung | Wolfszug 1 (Karte)                              | 1912–1913 (Einfamilienwohnhaus) | im Denkmalschutzgebiet »Siedlung Briesnitz«, mit Laden, charakteristisches Kleinwohnungs- und Siedlungshaus nach 1910, Siedlung architektonisch und städtebaulich bedeutendes Zeugnis des genossenschaftlichen Wohnungsbaus der ersten Hälfte des 20. Jahrhunderts, auch sozialgeschichtlich und ortsgeschichtlich bedeutend Das Wohnhaus Wolfszug 1 ist Teil der Eigenheimsiedlung Briesnitz (siehe Am Lehmberg 6/8). Das Einfamilienhaus mit Laden entstand 1912/13 unter der Architektengemeinschaft Ludloff und Stieger. Der augenfällig an der Straßenkreuzung Wolfszug und Hammeraue gelegene eingeschossige Putzbau besitzt ein ausgebautes, beidseitig durch Zwerchhäuser mit Sattel- bzw. Walmdach unterbrochenes Mansarddach. Zur Hammeraue noch ein eingeschossiger Erker, darüber Balkon. Die schlichte Fassade ist nur durch Klappläden belebt. Der über zwei große Rundbogenfenster belichtete Laden wird von der Straßenecke über einige Stufen zu erreichen. Das Einfamilienhaus ist als charakteristischer Kleinwohnungs- und Siedlungsbau vom Beginn des 20. Jahrhunderts baugeschichtlich bedeutend und steht als exemplarisches Beispiel für die freistehenden Eigenheime der Siedlung Briesnitz insbesondere auch wegen seiner siedlungsgeschichtlichen Bedeutung unter Denkmalschutz. | 09210906 |
|                                         | Eigenheimsiedlung Briesnitz-Dresden eGmbH: Doppelwohnhaus einer Siedlung | Wolfszug 7; 9 (Karte)                           | 1912–1913 (Doppelwohnhaus) | im Denkmalschutzgebiet »Siedlung Briesnitz«, charakteristisches Kleinwohnungs- und Siedlungshaus nach 1910, Siedlung architektonisch und städtebaulich bedeutendes Zeugnis des genossenschaftlichen Wohnungsbaus der ersten Hälfte des 20. Jahrhunderts, auch sozialgeschichtlich und ortsgeschichtlich bedeutend Das Doppelhaus Wolfszug 7/9 ist Teil der Eigenheimsiedlung Briesnitz (siehe Am Lehmberg 6/8). Mit dem Bau der drei Doppelhäuser am Wolfszug endete 1914 der unter der Architektengemeinschaft Ludloff und Stieger ausgeführte erste Bauabschnitt der Briesnitzer Siedlung. Der eher wie ein Einfamilienhaus wirkende eingeschossige Putzbau besitzt über der Nummer 9 ein ausgebautes Mansarddach mit Walm, auf der Nummer 7 dazu im rechten Winkel ein ausgebautes Mansarddach das durch einen Satteldachaufbau unterbrochen wird (Nummer 7 auch rückwärtiger, späterer Anbau). Die Fensterformate vielgestaltig, einzelne mit Klappläden betont. Stilistische Elemente des traditionellen Wohnungsbaus werden sich mit den funktional-sachlichen Ansprüchen der Reformarchitektur am Anfang des 20. Jahrhunderts verknüpft. Das Wohnhaus ist als charakteristischer Kleinwohnungs- und Siedlungsbau vom Beginn des 20. Jahrhunderts baugeschichtlich bedeutend und steht als exemplarisches Beispiel für die freistehenden Eigenheime der Siedlung Briesnitz insbesondere auch wegen seiner siedlungsgeschichtlichen Bedeutung unter Denkmalschutz. | 09218536 |
|                                         | Eigenheimsiedlung Briesnitz-Dresden eGmbH: Hausinschrift | Zschonerallee 1 (Karte)                         | um 1930 (Inschrifttafel) | im Denkmalschutzgebiet »Siedlung Briesnitz«, an einem charakteristischen Kleinwohnungs- und Siedlungshaus um 1930, Siedlung architektonisch und städtebaulich bedeutendes Zeugnis des genossenschaftlichen Wohnungsbaus der ersten Hälfte des 20. Jahrhunderts, auch sozialgeschichtlich und ortsgeschichtlich bedeutend Die Inschrifttafel am Wohngebäude Zschonerallee 1/3 verweist auf die Eigenheimsiedlung Briesnitz (siehe Am Lemberg 6/8). | 09218538 |
|                                         | Eigenheimsiedlung Briesnitz-Dresden eGmbH: Doppelwohnhaus einer Siedlung | Zschonerallee 2; 4 (Karte)                      | 1927 (Doppelwohnhaus) | im Denkmalschutzgebiet »Siedlung Briesnitz«, charakteristisches Kleinwohnungs- und Siedlungshaus der 1920er Jahre, Siedlung architektonisch und städtebaulich bedeutendes Zeugnis des genossenschaftlichen Wohnungsbaus der ersten Hälfte des 20. Jahrhunderts, auch sozialgeschichtlich und ortsgeschichtlich bedeutend Die Doppelhäuser entlang der Zschonerallee gehören zur Eigenheimsiedlung Briesnitz-Dresden (siehe Am Lehmberg 6/8). Die von dem Architekten Curt Herfurth stammende Bebauung an der Zschonerallee wurde wahrscheinlich 1926–1927 errichtet. Im Gegensatz zu vielen Gebäuden der Kernsiedlung haben sich die Häuser weitestgehend in ihrem ursprünglichen Zustand erhalten. Mit ihren rechteckigen Baukörpern, Satteldächern, gerade abschließenden Aufbauten, traditionellen Gestaltungsmotiven wie Klappläden, Sprossenfenstern und Fledermausgauben fügen sie sich in das bereits Gebaute harmonisch ein. Darüber hinaus bilden die hintereinander gestaffelten, breitgelagerten Mehrfamilienhäuser an der geschwungenen angelegten Zschonerallee einen besonderen städtebaulichen Akzent. Die Dreiecksgauben der Dachausbauten erinnern an expressionistisches Formengut. Das Wohnhaus Zschonerallee 2/4 und seine weitgehend baugleichen Nachbarhäuser stehen als eng mit dem namhaften Dresdner Architekten Curt Herfurth verbundene bauliche Zeugnisse der Gartenstadtbewegung und des Siedlungsbaus der 1920er Jahre aus siedlungsgeschichtlichen und architekturhistorischen Gründen unter Denkmalschutz. | 09218539 |
|                                         | Eigenheimsiedlung Briesnitz-Dresden eGmbH: Doppelwohnhaus einer Siedlung | Zschonerallee 6; 8 (Karte)                      | 1927 (Doppelwohnhaus) | im Denkmalschutzgebiet »Siedlung Briesnitz«, charakteristisches Kleinwohnungs- und Siedlungshaus der 1920er Jahre, Siedlung architektonisch und städtebaulich bedeutendes Zeugnis des genossenschaftlichen Wohnungsbaus der ersten Hälfte des 20. Jahrhunderts, auch sozialgeschichtlich und ortsgeschichtlich bedeutend Die Doppelhäuser entlang der Zschonerallee gehören zur Eigenheimsiedlung Briesnitz-Dresden (siehe Am Lehmberg 6/8). Die von dem Architekten Curt Herfurth stammende Bebauung an der Zschonerallee wurde wahrscheinlich 1926–1927 errichtet. Im Gegensatz zu vielen Gebäuden der Kernsiedlung haben sich die Häuser weitestgehend in ihrem ursprünglichen Zustand erhalten. Mit ihren rechteckigen Baukörpern, Satteldächern, gerade abschließenden Aufbauten, traditionellen Gestaltungsmotiven wie Klappläden, Sprossenfenstern und Fledermausgauben fügen sie sich in das bereits Gebaute harmonisch ein. Darüber hinaus bilden die hintereinander gestaffelten, breitgelagerten Mehrfamilienhäuser an der geschwungenen angelegten Zschonerallee einen besonderen städtebaulichen Akzent. Die Dreiecksgauben der Dachausbauten erinnern an expressionistisches Formengut. Das Wohnhaus Zschonerallee 6/8 und seine weitgehend baugleichen Nachbarhäuser stehen als eng mit dem namhaften Dresdner Architekten Curt Herfurth verbundene bauliche Zeugnisse der Gartenstadtbewegung und des Siedlungsbaus der 1920er Jahre aus siedlungsgeschichtlichen und architekturhistorischen Gründen unter Denkmalschutz. | 09218541 |
|                                         | Eigenheimsiedlung Briesnitz-Dresden eGmbH: Doppelwohnhaus einer Siedlung | Zschonerallee 10; 12 (Karte)                    | 1927 (Doppelwohnhaus) | im Denkmalschutzgebiet »Siedlung Briesnitz«, charakteristisches Kleinwohnungs- und Siedlungshaus der 1920er Jahre, Siedlung architektonisch und städtebaulich bedeutendes Zeugnis des genossenschaftlichen Wohnungsbaus der ersten Hälfte des 20. Jahrhunderts, auch sozialgeschichtlich und ortsgeschichtlich bedeutend Die Doppelhäuser entlang der Zschonerallee gehören zur Eigenheimsiedlung Briesnitz-Dresden (siehe Am Lehmberg 6/8). Die von dem Architekten Curt Herfurth stammende Bebauung an der Zschonerallee wurde wahrscheinlich 1926–1927 errichtet. Im Gegensatz zu vielen Gebäuden der Kernsiedlung haben sich die Häuser weitestgehend in ihrem ursprünglichen Zustand erhalten. Mit ihren rechteckigen Baukörpern, Satteldächern, gerade abschließenden Aufbauten, traditionellen Gestaltungsmotiven wie Klappläden, Sprossenfenstern und Fledermausgauben fügen sie sich in das bereits Gebaute harmonisch ein. Darüber hinaus bilden die hintereinander gestaffelten, breitgelagerten Mehrfamilienhäuser an der geschwungenen angelegten Zschonerallee einen besonderen städtebaulichen Akzent. Die Dreiecksgauben der Dachausbauten erinnern an expressionistisches Formengut. Das Wohnhaus Zschonerallee 10/12 und seine weitgehend baugleichen Nachbarhäuser stehen als eng mit dem namhaften Dresdner Architekten Curt Herfurth verbundene bauliche Zeugnisse der Gartenstadtbewegung und des Siedlungsbaus der 1920er Jahre aus siedlungsgeschichtlichen und architekturhistorischen Gründen unter Denkmalschutz. | 09218540 |
|                                         | Eigenheimsiedlung Briesnitz-Dresden eGmbH: Doppelwohnhaus einer Siedlung | Zschonerallee 14; 16 (Karte)                    | 1927 (Doppelwohnhaus) | im Denkmalschutzgebiet »Siedlung Briesnitz«, charakteristisches Kleinwohnungs- und Siedlungshaus der 1920er Jahre, Siedlung architektonisch und städtebaulich bedeutendes Zeugnis des genossenschaftlichen Wohnungsbaus der ersten Hälfte des 20. Jahrhunderts, auch sozialgeschichtlich und ortsgeschichtlich bedeutend Die Doppelhäuser entlang der Zschonerallee gehören zur Eigenheimsiedlung Briesnitz-Dresden (siehe Am Lehmberg 6/8). Die von dem Architekten Curt Herfurth stammende Bebauung an der Zschonerallee wurde wahrscheinlich 1926–1927 errichtet. Im Gegensatz zu vielen Gebäuden der Kernsiedlung haben sich die Häuser weitestgehend in ihrem ursprünglichen Zustand erhalten. Mit ihren rechteckigen Baukörpern, Satteldächern, gerade abschließenden Aufbauten, traditionellen Gestaltungsmotiven wie Klappläden, Sprossenfenstern und Fledermausgauben fügen sie sich in das bereits Gebaute harmonisch ein. Darüber hinaus bilden die hintereinander gestaffelten, breitgelagerten Mehrfamilienhäuser an der geschwungenen angelegten Zschonerallee einen besonderen städtebaulichen Akzent. Die Dreiecksgauben der Dachausbauten erinnern an expressionistisches Formengut. Das Wohnhaus Zschonerallee 14/16 und seine weitgehend baugleichen Nachbarhäuser stehen als eng mit dem namhaften Dresdner Architekten Curt Herfurth verbundene bauliche Zeugnisse der Gartenstadtbewegung und des Siedlungsbaus der 1920er Jahre aus siedlungsgeschichtlichen und architekturhistorischen Gründen unter Denkmalschutz. | 09218542 |
|                                         | Eigenheimsiedlung Briesnitz-Dresden eGmbH: Doppelwohnhaus einer Siedlung | Zschonerallee 18; 20 (Karte)                    | 1927 (Doppelwohnhaus) | im Denkmalschutzgebiet »Siedlung Briesnitz«, charakteristisches Kleinwohnungs- und Siedlungshaus der 1920er Jahre, Siedlung architektonisch und städtebaulich bedeutendes Zeugnis des genossenschaftlichen Wohnungsbaus der ersten Hälfte des 20. Jahrhunderts, auch sozialgeschichtlich und ortsgeschichtlich bedeutend Die Doppelhäuser entlang der Zschonerallee gehören zur Eigenheimsiedlung Briesnitz-Dresden (siehe Am Lehmberg 6/8). Die von dem Architekten Curt Herfurth stammende Bebauung an der Zschonerallee wurde wahrscheinlich 1926–1927 errichtet. Im Gegensatz zu vielen Gebäuden der Kernsiedlung haben sich die Häuser weitestgehend in ihrem ursprünglichen Zustand erhalten. Mit ihren rechteckigen Baukörpern, Satteldächern, gerade abschließenden Aufbauten, traditionellen Gestaltungsmotiven wie Klappläden, Sprossenfenstern und Fledermausgauben fügen sie sich in das bereits Gebaute harmonisch ein. Darüber hinaus bilden die hintereinander gestaffelten, breitgelagerten Mehrfamilienhäuser an der geschwungenen angelegten Zschonerallee einen besonderen städtebaulichen Akzent. Die Dreiecksgauben der Dachausbauten erinnern an expressionistisches Formengut. Das Wohnhaus Zschonerallee 18/10 und seine weitgehend baugleichen Nachbarhäuser stehen als eng mit dem namhaften Dresdner Architekten Curt Herfurth verbundene bauliche Zeugnisse der Gartenstadtbewegung und des Siedlungsbaus der 1920er Jahre aus siedlungsgeschichtlichen und architekturhistorischen Gründen unter Denkmalschutz. | 09218543 |

## Ehemalige Kulturdenkmale
| Bild | Bezeichnung            | Lage                          | Datierung | Beschreibung                    | ID       |
| ---- | ---------------------- | ----------------------------- | --------- | ------------------------------- | -------- |
|      | Ruine eines Belvederes | Meißner Landstraße 18 (Karte) |           | Teil der Ruine eines Belvederes |          |
|      | Werkstatt              | Warthaer Straße 34 (Karte)    |           |                                 | 09210505 |